# Еспоо
Е́споо (фін. Espoo [ˈespoː], швед. Esbo [ˈɛsbo]) — місто у Фінляндії. Воно розташоване на захід від столиці, Гельсінкі, на півдні Уусімаа. Населення становить приблизно 322,000 осіб.  Це 2-й за чисельністю населення муніципалітет Фінляндії. Еспоо є частиною столичного регіону Гельсінкі,  яка налічує приблизно 1,6 мільйона мешканців. Еспоо розташоване на північному березі Фінської затоки та межує з Гельсінкі, Вантаа, Кірконуммі, Віхті та Нурміярві. До складу міста входить анклав Кауніайнен. Еспоо займає площу 528 квадратних кілометрів. Еспоо є двомовним муніципалітетом, офіційними мовами якого є фінська та шведська. Населення на 69% складається з носіїв фінської, на 6% - шведської та на 25% - інших мов, що значно вище за середній показник по країні.
Еспоо було заселене ще в доісторичну епоху, свідчення про людські поселення датуються 8 000 роками. Однак населення зникло в ранньому залізному віці. У період раннього середньовіччя регіон був населений тавастцями та південно-західними фінами. Після Північних хрестових походів шведські поселенці почали емігрувати до прибережних регіонів сучасної Фінляндії. Еспоо був заснований як автономна католицька парафія в XV столітті. Після закінчення фінської війни рішення зробити Гельсінкі новою столицею підконтрольного Росії  Великого князівства Фінляндського у 1812 році мало значний позитивний вплив на зростання і розвиток муніципалітету.  Проте аж до XX століття територія залишалася переважно аграрною. Після Другої світової війни Еспоо пережив стрімку урбанізацію і значні демографічні зрушення. Приблизно 1950 року фінська мова стала мовою більшості населення, замінивши шведську. У 1963 році муніципалітет набув статусу ринкового міста, а 1972 року - статусу міста.
Місто характеризується приміським ландшафтом, в якому переважає приватна забудова.  Воно відоме своїми великими природними околицями, такими як 58-кілометрова берегова лінія, архіпелаг, ліси, озера та національний парк. Еспоо поділено на сім основних районів, ккожен з яких поділяється на менші райони та квартали. На відміну від традиційних міст, Еспоо не має центральної частини міста. Натомість він має п'ять різних міських центрів: Леппяваара, Тапіола, Матінкюля, Еспун-кескус і Еспунлахті .  Еспоо має численні місцеві центри, сформовані навколо історичних садиб.  Через свою структуру Еспоо зазвичай вважається навіть «найбільш американським приміським містом Фінляндії». 
Університет Аалто розташований в Отаніємі, Еспоо, поряд із процвітаючою науковою спільнотою,  яка включає стартапи та асоціації, такі як VTT – ТЦентр технічних досліджень Фінляндії. В Еспоо розташовані такі провідні підприємства, як Nokia, HMD Global, Tieto, KONE, Neste, Fortum, Orion Corporation, Metso та Foreca, а також розробники ігор Rovio та Remedy Entertainment. У 2015 році Еспоо став членом Глобальної мережі міст, що навчаються ЮНЕСКО.

## Історія

### Етимологія
До шведської колонізації Еспоо населяли тавасти, фінське плем'я, і територія, на якій розташоване місто, швидше за все, мала іншу назву. Вважається, що назва Еспоо походить від середньовічного шведського села Еспабю (або Еспобю), яке розташовувалося в західній частині сучасного міста. Можливо, вона пов'язана з осиками, які росли на березі прилеглої річки, оскільки архаїчне шведське слово, що позначає дерево, — «äspe», а слово, що позначає річку, — «å», із суфіксом «-by», що означає село.
Герб Еспоо являє собою золоту підкову, увінчану золотою короною на синьому щиті. Корона позначає старого кунгсгорда Еспоо, а підкова — обов'язок перевозити чиновників, військових або ув'язнених, під яке підпадали парафії вздовж Королівського шляху. Багато доріг в Еспоо досі проходять старою середньовічною Королівською дорогою. Королівська дорога у Фінляндії, що простягнулася від Турку на заході до Виборга на сході, була утворена у 1340-х або 1350-х роках і була найважливішою дорогою у Фінляндії того часу.

### Передісторія
Сучасне Еспоо було вперше заселене мисливцями-збирачами близько 8000 років тому, через кілька тисяч років після закінчення останнього льодовикового періоду. Поселення кам'яної доби були знайдені в Нууксіо та Перінкі. Поселення раннього металевого віку були знайдені в Міккеля та Морбю, що датуються доримським залізним віком, з яких останнє є важливим об'єктом для дослідження скотарства:133 Сліди раннього поселення на цій території залишилися в топонімах. Наприклад, оригінальна назва Сукка була Сукко.
Перші поселенці жили в північній частині нинішнього міста, навколо озер Піткяярві, Бодом'ярві та Лооярві, оскільки південні частини все ще були значною мірою вкриті морем. У кам'яному віці люди в Еспоо жили на південних берегах і схилах, які забезпечували притулок від холодних континентальних вітрів. Життя поблизу водойм також полегшувало полювання та риболовлю. Спосіб життя диктувався сезонними змінами, і люди рідко залишалися на одному місці протягом року.
У бронзовому віці (близько 1500—500 рр. до н. е.) людські поселення змістилися на південь. Відомих поселень тієї епохи небагато, але було виявлено понад 70 курганних поховань того періоду, переважно на півдні Еспоо, який на той час утворював архіпелаг. Коли близько 500 року до нашої ери у Фінляндії з'явилися залізні вироби, люди отримали доступ до матеріалів, які були набагато універсальнішими, ніж ті, що використовувалися раніше. Однак на початку залізної доби клімат став холоднішим, і, мабуть, людські поселення в Еспоо зникли в цю епоху. В Еспоо було зроблено всього дві знахідки того часу.

### Шведське правління

#### Середньовічний Еспоо

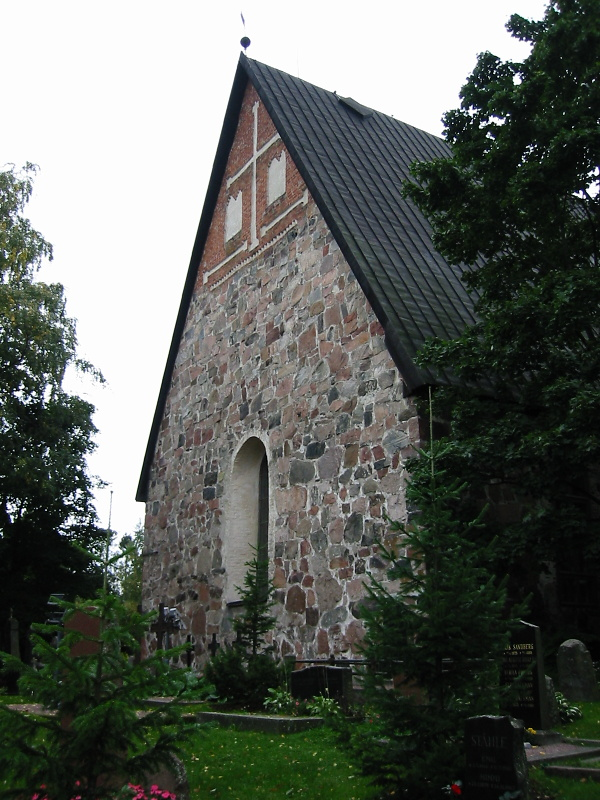
Євангелічно-лютеранський собор в Еспоо, спочатку збудований як католицька парафіяльна церква в 1480-х роках

Більшість первісних сіл сучасного Еспоо були засновані тавастійськими фіннами, як свідчать топоніми. До XII століття тавастійські будинки були на березі Каук'ярві (нині відомого як Піткяярві), в Кауклахті, Карвасмякі, Бембле, Хаапалахті та Фінневіку.
Перші шведські поселення в Уусімаа були засновані у XII або XIII столітті. Шведські поселенці переїхали в цей район через нинішнє місце Кіркконуммі, а потім в район Есбобі. Звідти вони продовжили шлях на північний схід до Кауклахті, Бембеле та Ванхакартано. На пізніших етапах поселенці також могли прибути до Еспоо безпосередньо зі Швеції, найімовірніше, зі Свеаланду. Шведська назва Еспоо, Есбо, походить з цього періоду. Поселенці змінили фінські назви, які використовували тавасти, на шведські: наприклад, Кауклахті стало Кьоклакс, а Карвасмякі — Карвасбакка. Сучасні фінські назви також могли змінитися порівняно з початковими. Наприклад, топонім Веллі міг бути змінений на Велльског, що з того часу призвело до появи сучасної фінської назви Велскола. Шведські поселення були настільки великі, що вся територія стала шведськомовною, за винятком її найпівнічнішої частини та, можливо, району Хаапалахті-Мяккюля. :147–148
Палінологічні аналізи показують, що сільське господарство практикувалося в Еспоо вже приблизно в XI столітті, але історичних записів з тієї епохи не збереглося. До кінця XIII століття Еспоо був частиною прикордонного регіону між південно-західними фіннами та тавастськими фіннами. Деякі артефакти, знайдені в Еспоо, також пов'язані з давніми саво-карельськими фінськими костюмами, а у жінок пізнього залізного віку і раннього середньовіччя в цьому районі були такі ж прикраси, як і в районі сучасного Міккелі. :300–301
У середньовіччі в Еспоо налічувалося близько 70 сільських ділянок. Поруч із залишками стародавніх сіл було виявлено стародавні поля та багато проходів. Еспабі (на місці якого пізніше було засновано маєток Еспоо) було, ймовірно, найстарішим шведськомовним селом у цьому районі. Назва Еспоо, ймовірно, походить від назви річки Еспоонйокі (шведська: Esboån, спочатку Espå / Espåå), яка, походить від осики, що росла на берегах річки (шведське слово «осика» — äspe). Вперше назва згадується в 1431 році. Спочатку нинішню річку Гумбьоленйокі було перейменовано на Еспоонйокі на честь села, розташованого вздовж річки. Коли біля села Сьодрік заснували церкву, назву Еспоонйокі отримала річка, що протікає від озера Кірккоярві до Кауклахті.
Еспоо стала незалежною парафією в XV столітті. Раніше Еспоо була парафією під керівництвом Кіркконуммі. Кам'яний собор Еспоо був побудований у 1480-х роках за ініціативою селян. До 1670-х років східні частини Еспоо належали до парафії Гельсінкі, після чого їх офіційно приєднали до парафії Еспоо та слоттслену Расеборг.
Після Другого хрестового походу до Фінляндії поселенці зі Швеції заснували в Уусімаа постійні сільськогосподарські поселення. о 1486—1487 років Еспоо був частиною громади Кіркконуммі. Найстаріший відомий документ, що згадує Кіркконуммі, датується 1330 роком; Еспоо як частина громади датується 1380-ми роками, хоча перший документ, що безпосередньо згадує Еспоо, датується 1431 роком. Будівництво кафедрального собору Еспоо, найстарішої збереженої будівлі в Еспоо, знаменує незалежність Еспоо. Адміністративно Еспоо був частиною Уусімаа. Коли провінція була розділена на Східну та Західну провінції, які управлялися із замків Порвоо та Расеборг відповідно, східний кордон провінції Расеборг пролягав в Еспоо. Дорога XIII століття, що з'єднувала найважливіші міста Фінляндії того часу, Королівська дорога, проходить через Еспоо на шляху зі Стокгольма через Турку та Порвоо до Віпурі.

#### Маєток Греса
Найстаріше фрильське володіння в Еспоо, маєток Греса, очевидно, отримав право володіння фрильсе наприкінці XV століття. Греса — одне з найстаріших поселень в Еспоо та найстаріше в південній частині Еспоо, оскільки воно, ймовірно, було засноване вже на початку XIV століття, коли шведські поселення просунулися вглиб країни. Від самого початку поселення розташовувалося на місці нинішньої церкви Оларі по обидва боки річки Грясанойя. Відсутність фінських назв у цьому районі свідчить про те, що населення від самого початку було шведськомовним.

#### Ранній сучасний період

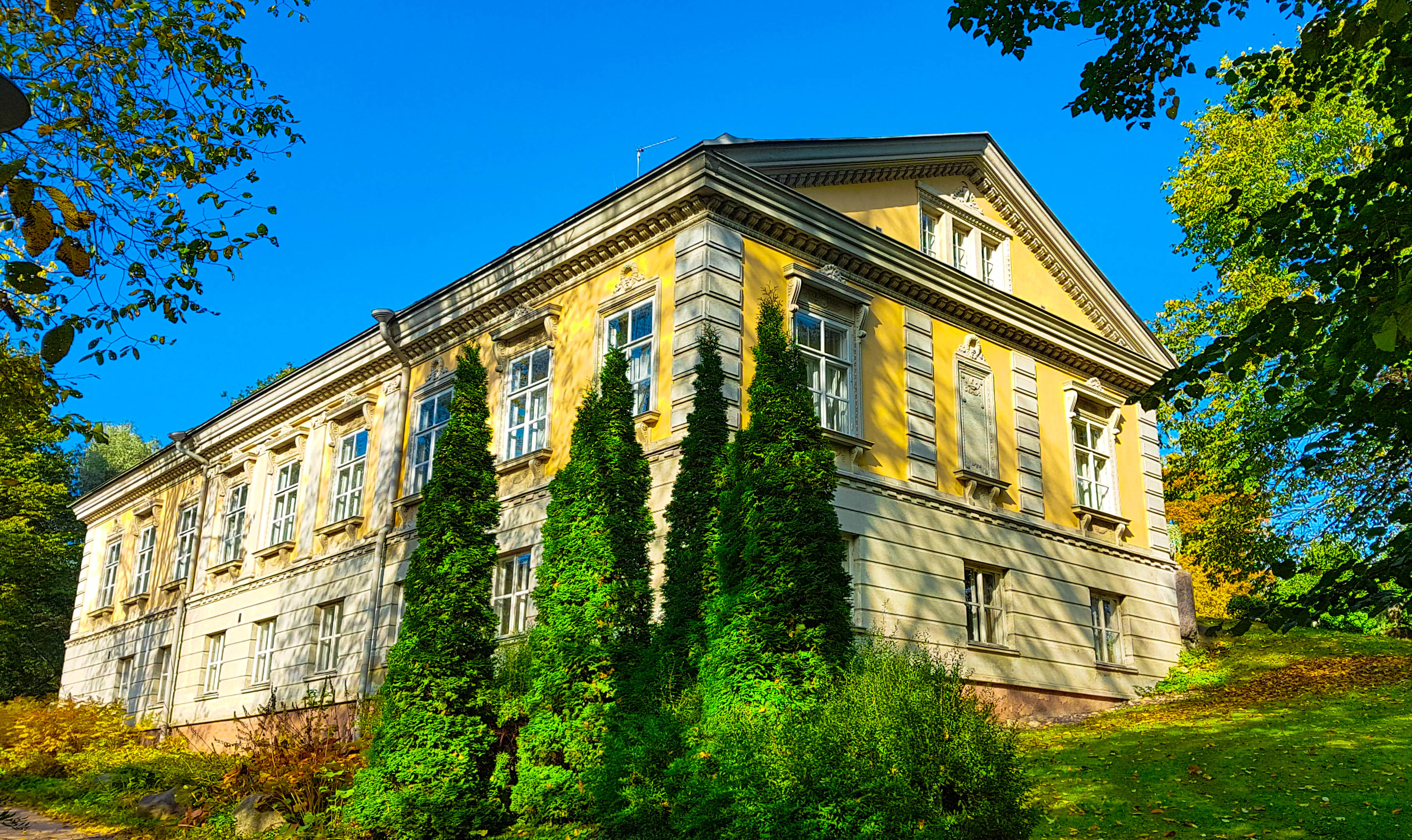
Королівський маєток в Еспоо, заснований королем Швеції Густавом I у 1556 році. Нинішній особняк був побудований 1797 року і розширений 1914 року.

У 1556 році король Густав I Ваза вирішив стабілізувати та розвинути регіон, заснувавши королівський маєток в Еспоо. Уряд купив села Еспобю та Манкбю (фінською: Mankki), переселив їхнє населення в інші місця і побудував королівський маєток в Еспобю. (Манкбі з часом було покинуте і більше ніколи не заселялося). У королівському особняку розміщувався місцевий повноважний представник короля (вогт), який збирав королівський податок у натуральній формі, що сплачувався працею на фермі особняка. Адміністративний центр Еспоон кескус (Espoon keskus), розвинувся навколо церкви та залізничної станції Еспоо, але муніципалітет зберіг мережеву структуру і донині.
У XVI столітті Еспоо перетворився на парафію з багатьма великими фермерськими господарствами. Війна між Швецією та Росією наприкінці XVI століття спонукала власників фермерських господарств засновувати кінні стайні в надії на зменшення податків. Власники кінних стаєнь були зобов'язані утримувати вершників у війнах, які вело королівство. Наприкінці XVII століття корона дарувала землі дворянам, які досягли успіху у війнах, і протягом кількох десятиліть землі в Еспоо були роздані семи дворянським родинам.
На початку XVIII століття Північна війна та Велика ненависть спричинили бідність серед населення. У цей час багато представників маєтків в Еспоо переїхали до Швеції. Заснування Свеаборга перед Гельсінкі збільшило транспортний рух в Еспоо, і багато офіцерів придбали вілли в Еспоо. Будівництво фортеці вимагало транспортування цегли з заводів в Еспоо. У тому ж столітті сільськогосподарські продукти, такі як картопля та різні фрукти, поширилися від поміщицьких маєтків до селян.

### Велике князівство Фінляндське та рання індустріалізація

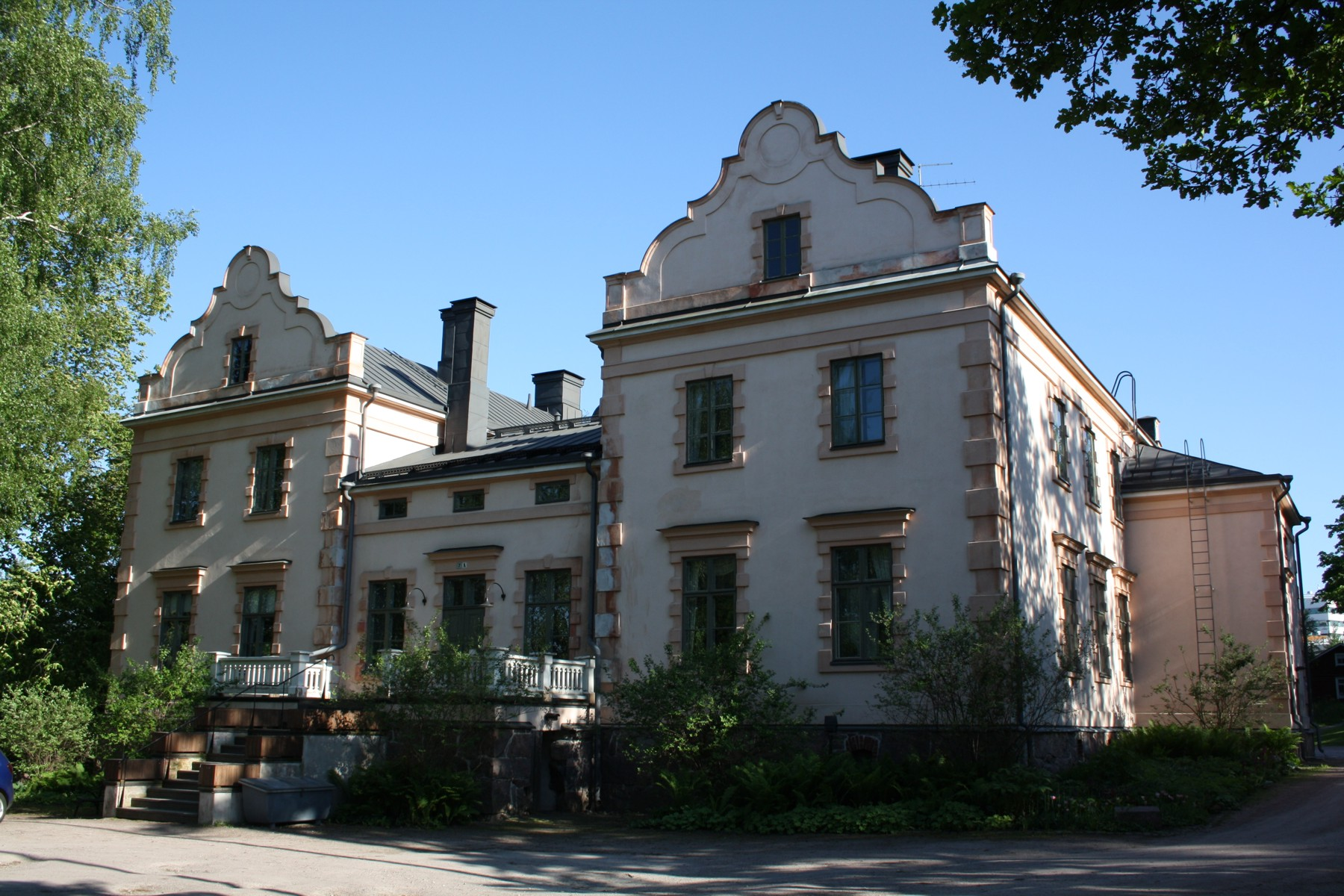
Садиба Альберга в стилі неоренесанс побудована російським промисловцем Федором Кисельовим у 1870-х роках

Шведське правління у Фінляндії закінчилося в 1809 році, коли Королівство Швеція передало поступилося всіма своїми територіями у Фінляндії під контроль Російської імперії після Фінської війни. Коли 1812 року місто Гельсінкі стало столицею новоствореного Великого князівства Фінляндського, це призвело до нових подій у сусідній парафії Еспоо. Багато урядових чиновників, а також представники зростаючого купецького класу купували літні будинки в Еспоо.
У XIX столітті більшість жителів Еспоо займалися сільським господарством. Населення становило близько 4 000 осіб, а більшість жителів мешкала в більш ніж 60 невеликих селах. У середині століття майже 90 % жителів розмовляли шведською як рідною мовою. Багаті маєтки та особняки парафії потребували покоївок, батраків та фермерів-орендарів як робочої сили для розведення худоби, вирощування зернових культур та овочів на городах. У прибережних районах також було поширене рибальство. Фермерський маєток Глімс у Карвасмякі збережено як музей, щоб представити сільське життя в Еспоо в цей період, коли промисловий розвиток Фінляндії був ще незначним.
Сільська громада Еспоо почала змінюватися в другій половині XIX століття. Уже в XVIII столітті на території маєтку Еспоонкартано, розташованої в західній частині сучасного міста, було побудовано кілька цегельних заводів, але тільки після економічних реформ імператора Олександра II промислова революція почала набирати обертів у Фінляндії. У міру лібералізації російсько-фінського торгового законодавства в Еспоонлахті і Кауклахті стали з'являтися нові цегельні заводи, оскільки береги затоки Еспоо давали високоякісну глину для їх використання. Цеглу здебільшого доставляли пароплавами в сусідній Гельсінкі, столицю Великого князівства, що зростала.
Найвизначнішим промисловим об'єктом Еспоо XIX столітті була парова лісопилка Баствік, заснована в 1876 році. На додаток до зростаючого виробництва пиломатеріалів та цегли, у 1886 році на острові Стаффан було засновано столярну майстерню. Острів Стаффан став домівкою для висококваліфікованих і відомих столярів, у народі відомих як «Університет Еспоо» або «Університет Сукки».

#### Перша світова війна

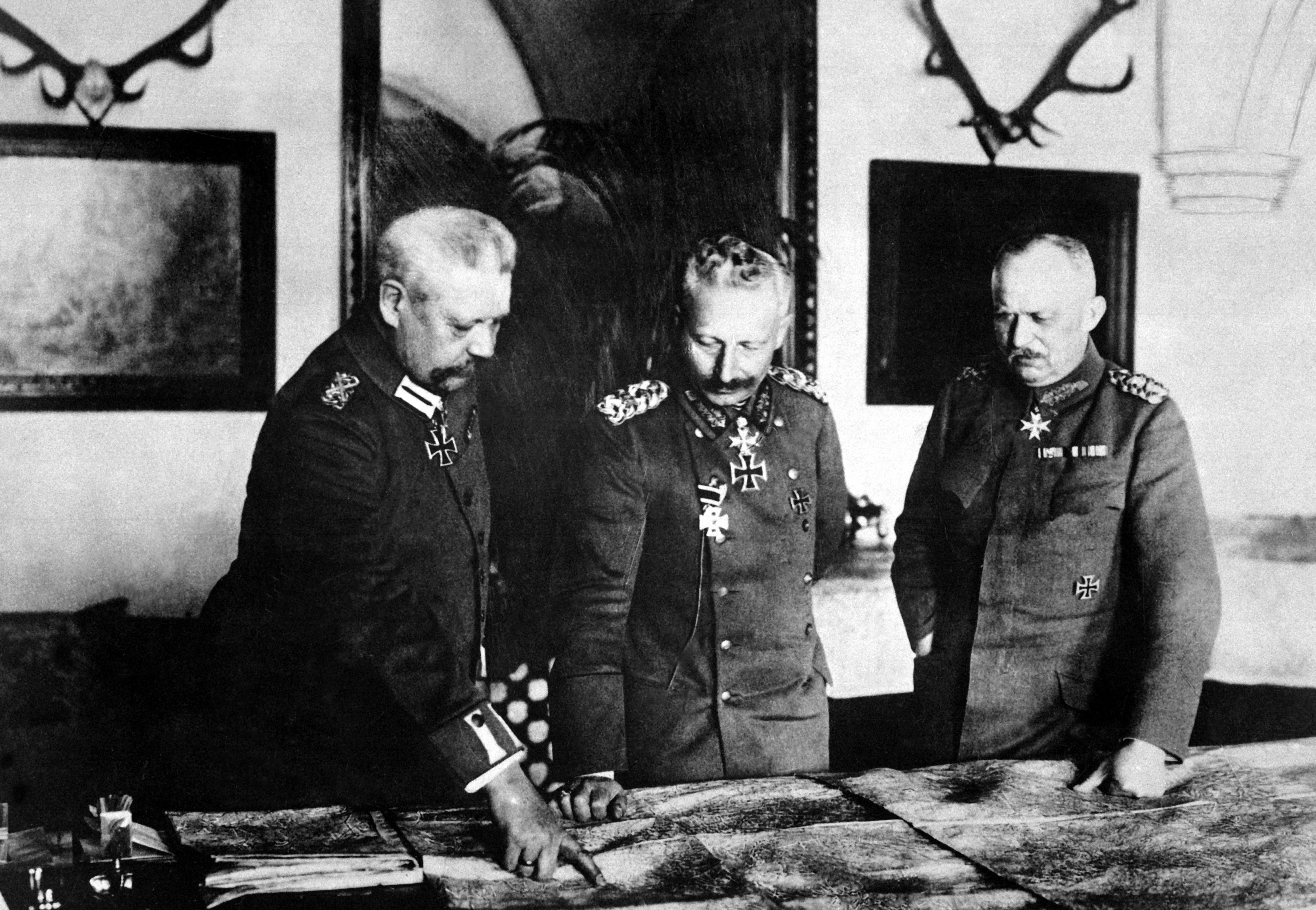
Військові командири Німеччини під час Першої світової війни: Пауль фон Гінденбург, імператор Вільгельм II та Еріх Людендорф

Перша світова війна вплинула на Російську імперію та Велике князівство Фінляндське, коли 1 серпня 1914 року Німецька імперія оголосила війну Росії. Росія негайно почала готуватися до війни проти Німеччини. На початку війни основні сили російського Балтійського флоту були зосереджені у Свеаборзі перед Гельсінкі. Російські військові побоювалися, що Німеччина використає південну Фінляндію для нападу на Петроград, тому Росія почала будувати мережу укріплень довжиною понад 20 кілометрів навколо Гельсінкі для його захисту. :16Будівництво укріплення розпочалося в 1915 році та тривало майже три роки.
Будівництво мережі укріплень вимагало величезної кількості робочої сили. Будівництвом керувала інженерна адміністрація Санкт-Петербурга, але на практиці фактичними роботами керував інженерний військовий штаб у Свеаборзі. Місцеве інженерне управління знаходилося в Леппяваарі, Еспоо. :17Хоча російські військові намагалися тримати будівництво мережі укріплень в таємниці від ворога, існують звіти німецької розвідки з описами російської мережі укріплень. :19
Через брак робочої сили росіяни вдалися до експропріації, дозволеної російським військовим законодавством. Панським будинкам в Еспоо було наказано відправити по одній людині та одному коню для роботи на будівництві. Загальна кількість робочої сили на будівництві укріплень невідома, але в результаті експропріації у червні 1916 року на будівництві було зайнято 4 000 чоловік, з яких 1 300 перебували в Леппяваара і 1 500 — в Тапіола. :17

16-річна Аннукка Коскінен, яка жила на фермі Берганів у Суур-Леппяваара, писала про експропріацію в червні 1916 року::19
Це було справді безсоромно. Минулого року [росіяни] захопили три великі будівлі, і вони б захопили й останню, якби ми не поскаржилися в канцелярію губернатора. Протягом усього літа вони будували укріплення по всьому пагорбу. Дерева вирубували, а на їхньому місці садили нові. Ви знаєте, що лише дуже мало з цих щойно посаджених дерев виживуть. — Цієї весни [солдати] обстрілювали наші поля під час навчання. Два дні тому ми отримали наказ, що будинок, великий сарай і лазню мають бути звільнені до полудня наступного дня.
Російська революція 1917 року зупинила роботи на укріпленнях. :20Фінляндія проголосила свою повну незалежність у грудні 1917 року, і укріплення ніколи не були потрібні для захисту Санкт-Петербурга від німецького нападу. Фортифікаційні споруди брали участь лише в одній битві під час Громадянської війни у Фінляндії, коли 14 квітня 1918 року червоні війська в Леппяваара билися з німецькими військами, які прийшли на допомогу білим. Пізніше укріплення використовувалися як склад боєприпасів та цивільний захист під час Другої світової війни. :20

### Громадянська війна у Фінляндії

#### Вакуум влади

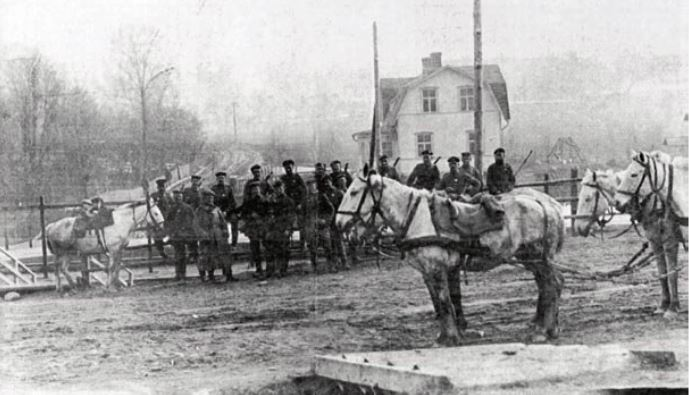
Німецькі солдати в Леппяваара в 1918 році

Після Лютневої революції 1917 року Фінляндія пережила вакуум влади. Імперське правління впало, загальний порядок порушився, а поліція була розпущена. :9, 44 Підтримання загального порядку перейшло на місцевий рівень, і були створені місцеві міліції, народні дружини, пожежні команди та сили безпеки. Ці сили спочатку створювалися не для військових цілей, а для підтримання загального порядку. Діяльність була добровільною, і сили організовувалися, наприклад, під час страйків. :44
Восени 1917 року характер організації став більш військовим, а кількість місцевих робітничих гвардійців швидко зростала. а створення збройної організації вплинули гостра нестача продовольства, розчарування втратою Соціал-демократичною партією Фінляндії більшості на парламентських виборах 1917 року, прагнення Сенату до оновлення, боротьба за муніципальну владу та страх перед збройним повстанням буржуазії. :44

#### Червона та Біла Гвардія в Еспоо
В Еспоо, особливо в Леппяваара, було неспокійно. Робітнича асоціація Альберга заснувала неозброєну міліцію з десяти осіб для підтримання загального порядку. Влітку та на початку осені 1917 року відбувалися локальні конфлікти між буржуазною гвардією та робітничою міліцією. У середині листопада обидві сторони в Еспоо вже почали озброюватися.
У липні 1917 року в Кауклахті під виглядом добровільної пожежної команди була заснована перша буржуазна охорона порядку. Трохи пізніше подібна організація була заснована в Кіло, а в серпні-вересні вони об'єднались. :56 На той момент у гвардії було близько 160 членів. :57
Після початку громадянської війни у Фінляндії багато молодих чоловіків покинули Еспоо, щоб приєднатися до білогвардійців по всій сільській місцевості Уусімаа. Найважливішою з них була гвардія Сігурда в Кіркконуммі, 40 членів якої походили з Еспоо. :48

#### Червоний Еспоо
На початку Громадянської війни в січні 1918 року Червона гвардія взяла Еспоо під свій контроль. Під час революції між червоними та білими не відбулося жодних боїв, оскільки Еспоо фактично вже перебував під контролем червоних. :57 Муніципальна влада перейшла від муніципальної ради та муніципальної управи до соціал-демократичної муніципальної організації. Червоні взяли владу без кровопролиття і зміцнили свої позиції, відправивши патрулі по всьому Еспоо, щоб конфіскувати будь-яку зброю, знайдену в будинках, які вони відвідували. :45
За наказом Фінської народної делегації в Еспоо був заснований революційний суд, суддею якого став робітник з Кауклахті Алексі Аронен. Засідання суду проходили на віллі Оденвальд у Кауніайнені. Більшість вироків, винесених судом, були тюремним ув'язненням або штрафами. Крім того, Червона гвардія в Леппяваарі мала власний товариський суд. Генеральний штаб Червоної гвардії в Уусімаа встановив комендантську годину, яка забороняла виходити на вулицю після дев'ятої години вечора. У будинках робітників проводилися збори, на яких збирали списки на підтримку Червоної гвардії. Патрулі, що складалися з молодих чоловіків, які шукали їжу та зброю, могли взяти правосуддя у свої руки у типовій формі червоного терору.:46 Навесні червоні вбили дев'ятьох людей в Еспоо, з яких шестеро були мирними жителями. Чутки про ці акти насильства поширювалися, сіючи страх серед людей. Багато хто сприймав муніципальне правління червоних як панування терору. :47
Під час Громадянської війни багато буржуазних представників Еспоо, яких червоні при владі вважали загрозою, втекли до сусідніх муніципалітетів, у схованки на архіпелазі або в ліси на півночі Еспоо. Наприклад, Ганс Геймбюргер, спікер муніципальної ради Еспоо, у січні разом зі своєю родиною втік до Дегеро в Інґо. Кажуть, що двоє людей з Еспоо втекли до печер, рятуючись від червоної влади. :58

#### Після війни
Збитки від Громадянської війни в Еспоо були мінімальними, за винятком однієї початкової школи, яка постраждала від німецьких бомбардувань. Однак багато будинків в Еспоо постраждали від голоду після Громадянської війни. Війна значною мірою перервала зовнішню торгівлю у Фінляндії, що посилило голод. Зокрема, ціни на зерно та інші необхідні продукти харчування значно зросли, що спричинило обмеження цін на найважливіші продукти. Ситуація покращилася у 1919 році, але регулювання цін на продукти харчування було остаточно скасовано лише в 1921 році. :41
Після закінчення війни білогвардійці тривалий час шукали червоних, які втекли до лісів Еспоо. У червні 1918 року білогвардійці звернулися до муніципальної ради Еспоо з проханням виділити кошти на поїздку до таборів для ув'язнених, щоб надати експертну допомогу в суді над червоними з Еспоо. 12 членів Червоної гвардії в Еспоо було відправлено до таборів для ув'язнених. :42–43
Згідно з селянським законом 1918 року, селяни були звільнені від влади своїх господарів, що призвело до масового розселення вільного населення у Фінляндії. З 1919 по 1925 рік близько 150 селян та фермерів в Еспоо купили собі землю на кошти, надані фінською державою. Придбані таким чином нові господарства все ще залишалися невеликими, що викликало потребу в отриманні додаткового доходу за рахунок лісозаготівель та ремісничих робіт. :42–43

### XX століття

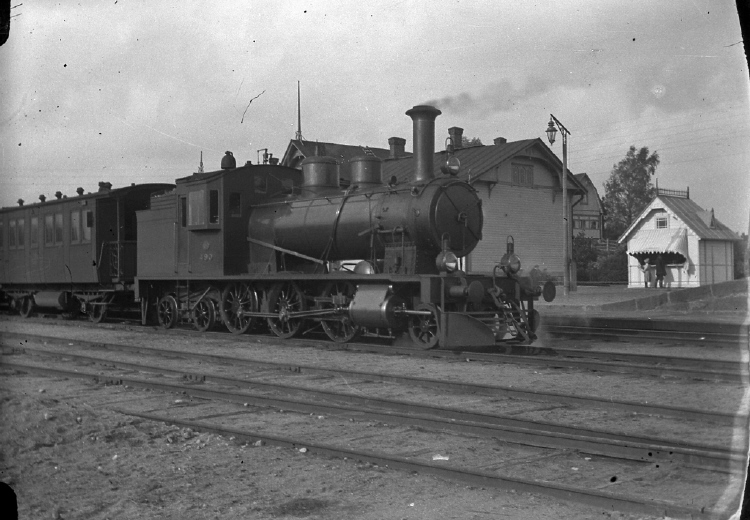
Паровоз класу VR Vk3 на залізничній станції Кауклахті у 1920-х роках

У 1920 році Еспоо був лише сільським муніципалітетом з приблизно 9000 мешканців, з яких 70% розмовляли шведською мовою. Сільське господарство було основним джерелом доходу, оскільки 75% населення заробляло на життя фермерством.
Кауняйнен був відокремлений від Еспоо 1920 року і здобув права міста того ж року, що й Еспоо, 1972 року. Однак кордон між Еспоо та Кауніайненом було визначено тільки наприкінці 1940-х років.
Еспоо почав швидко зростати в 1940-х і 1950-х роках. Невдовзі після закінчення Радянсько-фінської війни населення Еспоо зросло на чотири тисячі осіб, оскільки в місті оселилися фронтовики та евакуйовані з відступлених територій (включно з півостровом Порккаланніємі, орендованим Радянським Союзом між 1944 і 1956 роками).
Розташування Еспоо поруч зі столицею Гельсінкі приваблювало людей, які працювали у столиці, переїжджати до швидко зростаючого сусіднього міста, і вже до Другої світової війни вздовж залізниці Рантарата було багато передмість, таких як Леппяваара, Кіло та Кауклахті, які сформувалися в промислову зону. Після завершення будівництва нової дороги Йорваксентіє (попередниці шосе Лянсівяйля) вздовж неї з'явилися нові приватні будинки, особливо у Вестенді. Після війни в Еспоо було збудовано багато приватних будинків для солдатів, які воювали на фронті. Найбільше зростання населення почалося лише на початку 1950-х років, коли фонд Asuntosäätiö розпочав будівництво міста-саду Тапіола, а в сусідньому районі Отаніемі розпочалося будівництво нового кампусу Гельсінського технологічного університету.

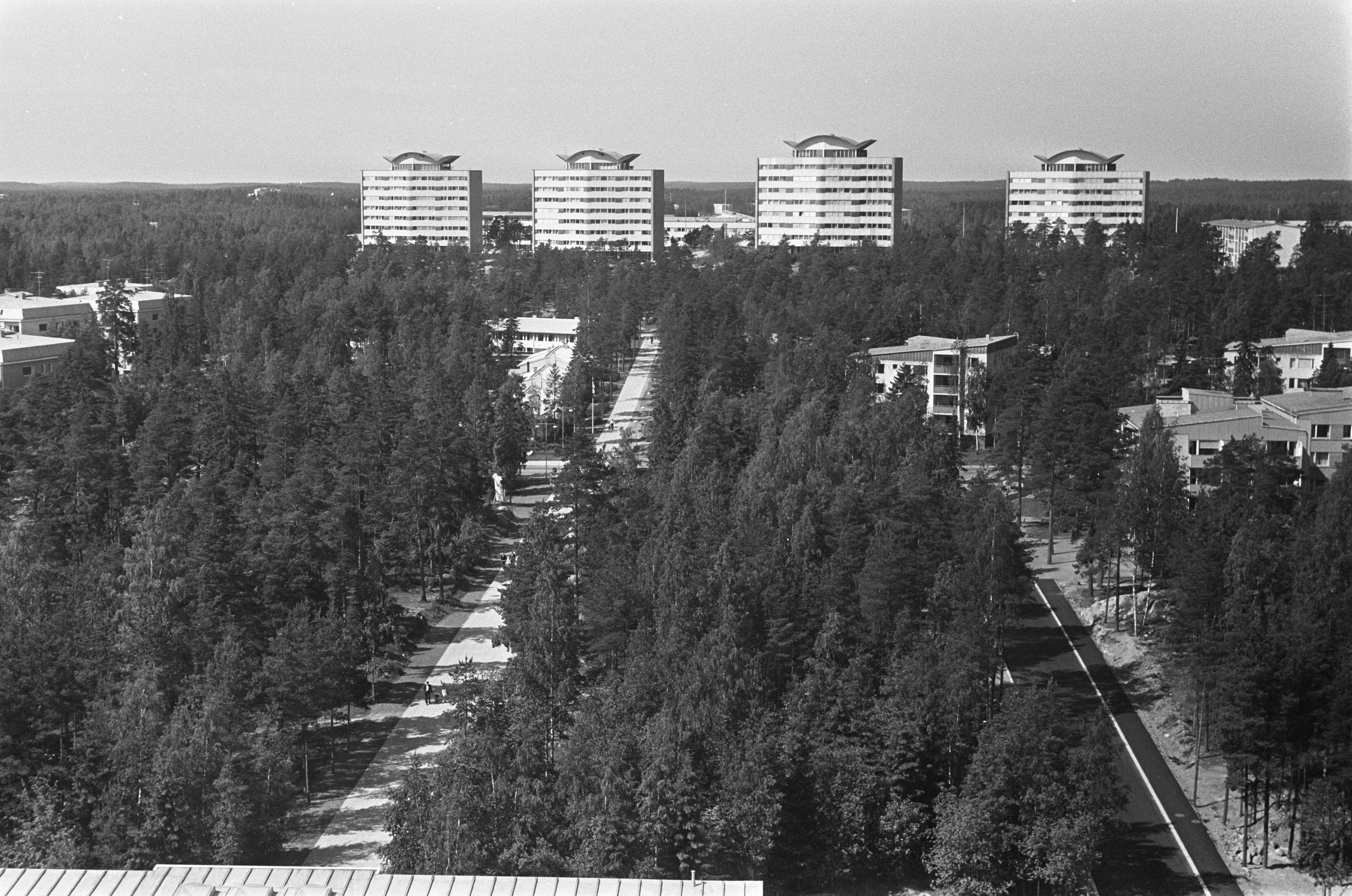
Так звані «будинки з фляжками» в Тапіолі були побудовані з 1959 по 1961 рік. Фото 1967 року.

У 1940-х і 1950-х роках Еспоо зростало швидше, ніж могло собі дозволити. Інфраструктура Еспоо не була готова впоратися з таким стрімким зростанням. Не було часу на належне зонування, натомість будувалися нові будинки, оскільки люди купували ділянки в місті.
Наприкінці 1940-х років відбулися значні зміни, коли Гельсінський технологічний університет переїхав з Хієталахті в Гельсінкі до більших приміщень в Отаніемі, і почалося планування міського району-саду Тапіола.Оскільки місто не мало достатньо коштів для фінансування будівництва студентського містечка в Отаніємі, студенти технічного університету взяли справу у свої руки, як збираючи гроші за допомогою різних заходів, так і беручи участь у безпосередньому будівництві. Близько 800 тисяч цеглин з посольства Радянського Союзу в Гельсінкі, яке було зруйноване під час бомбардувань Гельсінкі, було використано для будівництва студентських квартир в Отаніємі.
З 1944 по 1956 рік затока Еспоонлахті між Еспоо та Кіркконуммі слугувала кордоном військово-морської бази Порккала, що перебувала під контролем Радянського Союзу. Більша частина Кіркконуммі, а також вузька смуга моря і кілька островів в Еспоо входили в зону військово-морської бази. В Еспоо залізнична станція Кауклахті біля кордону з військово-морською базою стала прикордонною станцією між Фінляндією та Радянським Союзом, що ретельно контролювалася. Наземне сполучення з Порккала проходило через міст Ківенлахті. На час існування військово-морської бази частина західного узбережжя була евакуйована, а вікна будинків у прикордонних селах на радянській стороні мали бути завішені на ніч. Вікна поїздів, що проїжджали через територію, орендовану Радянським Союзом, мали бути закриті дерев'яними люками ззовні на час проїзду через радянську територію і могли бути відкриті лише після повернення до Фінляндії.
На відміну від сусіднього міста Гельсінкі, Еспоо не змогло розвинути власний центр міста, натомість перетворившись на територію з кількома центрами. Частково це сталося через план зонування 1968 року, згідно з яким Еспоо було поділено на чотири окремі райони з адміністративним центром у Муурала (пізніше відомим як Еспоон кескус), частково через те, що більша частина землі в Еспоо фактично не належала місту, а перебувала у приватній власності, що дозволяло вести нове будівництво там, де це було можливо, замість того, щоб використовувати належний план зонування.
Досить густонаселені райони Тапіола та Леппяваара на сході Еспоо зазнали спроб відокремитися від міста Еспоо з двох напрямків: з одного боку, мешканці районів хотіли, щоб вони стали незалежними муніципалітетами, а з іншого боку, сусіднє місто Гельсінкі хотіло приєднати райони до Гельсінкі. Всі ці спроби не увінчалися успіхом, і райони залишилися у складі Еспоо, який із сільської громади перетворився спочатку на ринкове місто у 1963 році, а потім на місто у 1972 році. Новий адміністративний центр міста, Еспоон кескус, був побудований у 1970-х роках навколо залізничного вокзалу Еспоо та старої сірої кам'яної церкви в Еспоо.
Нецентралізований характер Еспоо призвів до значних відмінностей між його районами. Різні частини Еспоо включали багатий район міста-саду Тапіола, великі території, які все ще залишалися сільською місцевістю, і нові передмістя, такі як Хаукілахті, Каракалліо і Соукка. Розбіжності між різними районами були звичайною справою і створили Еспоо загальнонаціональну репутацію муніципалітету, що свариться.
Місто швидко перетворилося з сільського муніципалітету на повноцінне промислове місто, отримавши права міста в 1972 році. Станом на 1 січня 1972 року, коли Еспоо отримало права міста, його населення становило понад 100 000 осіб, що зробило його четвертим за величиною містом Фінляндії на той час після Гельсінкі, Турку та Тампере.
Завдяки своїй близькості до Гельсінкі, Еспоо незабаром став популярним серед людей, які працювали у столиці. За п'ятдесят років, з 1950 по 2000 рік, населення Еспоо зросло з 22 000 до 210 000 осіб, переважно за рахунок масштабної міграції з інших регіонів Фінляндії. З 1945 року більшість мешканців Еспоо є фінськомовними. У 2006 році шведськомовне населення становило лише 9% від загальної чисельності населення. Зростання населення все ще триває, але повільнішими темпами. Влітку 2022 року населення Еспоо зросло до понад 300 000 мешканців.

### Ринкове місто та місто
Еспоо стало ринковим містом у 1963 році. Населення Еспоо на той час становило 65 000 осіб. Приблизно через десять років, у 1972 році, Еспоо стало містом. Райони Сувела, Оларі, Матінкюля та Ківенлахті були побудовані в 1970-х роках. Перша з висотних будівель у Кейланіємі, головний офіс Neste, була побудована в 1976 році.
Багато важливих доріг у Фінляндії проходять через Еспоо. Перша автомагістраль Фінляндії, Фінська національна дорога 1, була побудована в 1962 році. Кільцева дорога I також була побудована в 1960-х роках. Наступна зовнішня кільцева дорога, Кільцева автодорога II, була введена в експлуатацію у 2000 році.
У початковому плані центру міста-саду Тапіола архітектор Аарне Ерві передбачив місце для будівлі театру в кінці басейну з фонтаном, але будівля театру так і не була побудована. Рішення про будівництво нового культурного центру було прийнято на урочистій сесії міської ради Еспоо 1 січня 1972 року, коли Еспоо стало містом. Через два роки було завершено перший проєкт нової будівлі, який визначив її потреби та площу. У 1979 році був проведений архітектурний конкурс на його проєктування. На конкурс було подано близько 60 різних пропозицій, а переможцем було обрано проєкт архітектора Арто Сіпінена «Куунсільта» («Місячний міст»). Будівництво Культурного центру Еспоо розпочалося в 1986 році. Перший камінь у фундамент було закладено в День Яна Сібеліуса 8 грудня. Будівля була побудована з цегли з кварцового піску, травертинової плитки, скла та мозаїчного бетону, а її вартість зросла до 130 мільйонів фінських марок. Будівництво будівлі було завершено у січні 1989 року.

### XXI століття

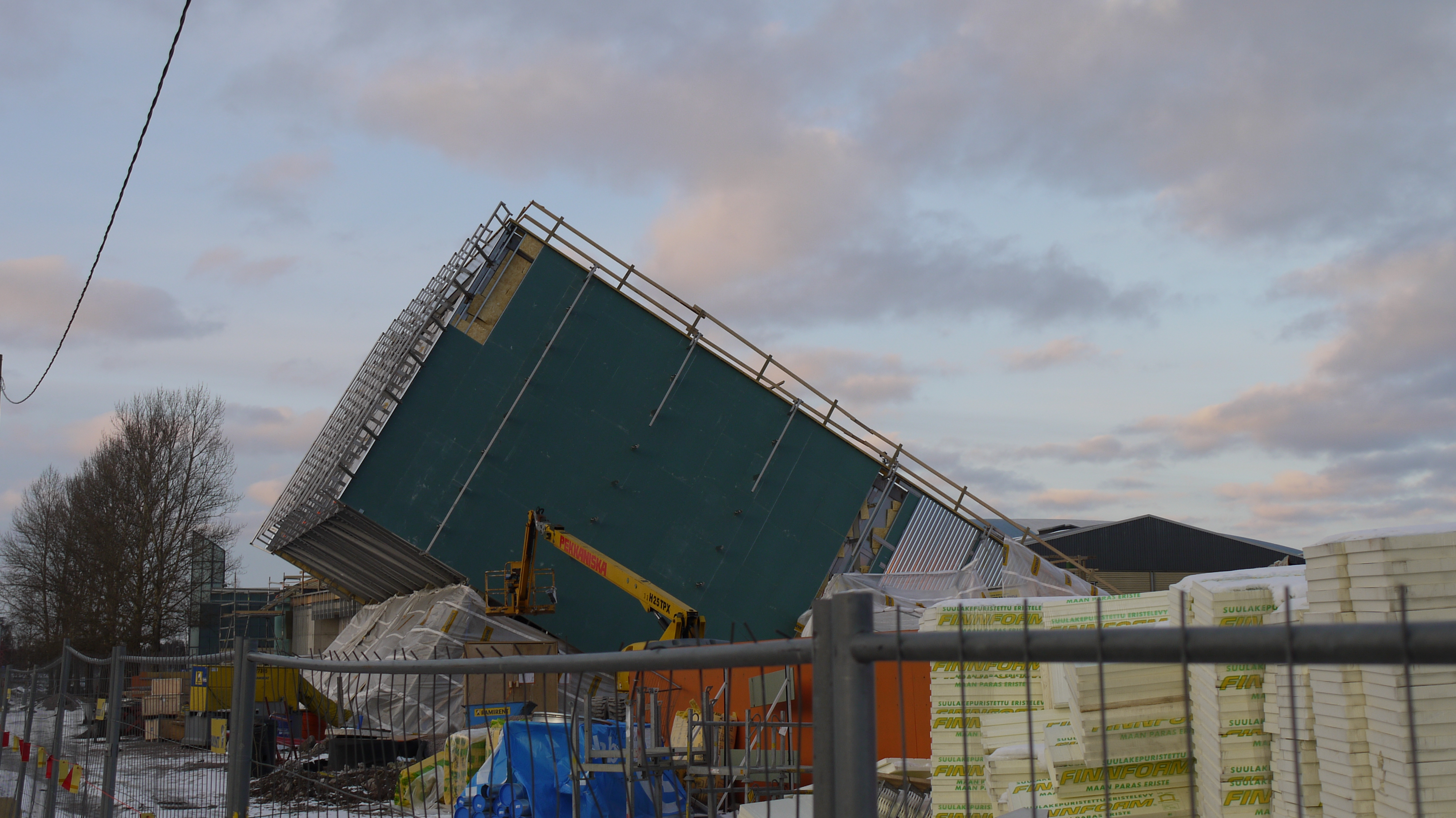
Станція метро Ургейлупуйсто під час будівництва у лютому 2016 року

До початку XXI століття Еспоо став другим за величиною містом у всій Фінляндії з населенням трохи більше ніж 200 тисяч осіб, поступаючись лише столиці Гельсінкі
Будівництво транспортної лінії Länsimetro розпочалося 2010 року, а перша черга була введена в експлуатацію 18 листопада 2017 року.

## Географія
Місто розташоване на півдні держави, на березі Фінської затоки Балтійського моря, на захід від Гельсінкі. Місто-супутник Гельсінкі, входить до складу столичного регіону: Гельсінкі, Еспоо, Вантаа та Кауніайнен.

### Флора та фауна

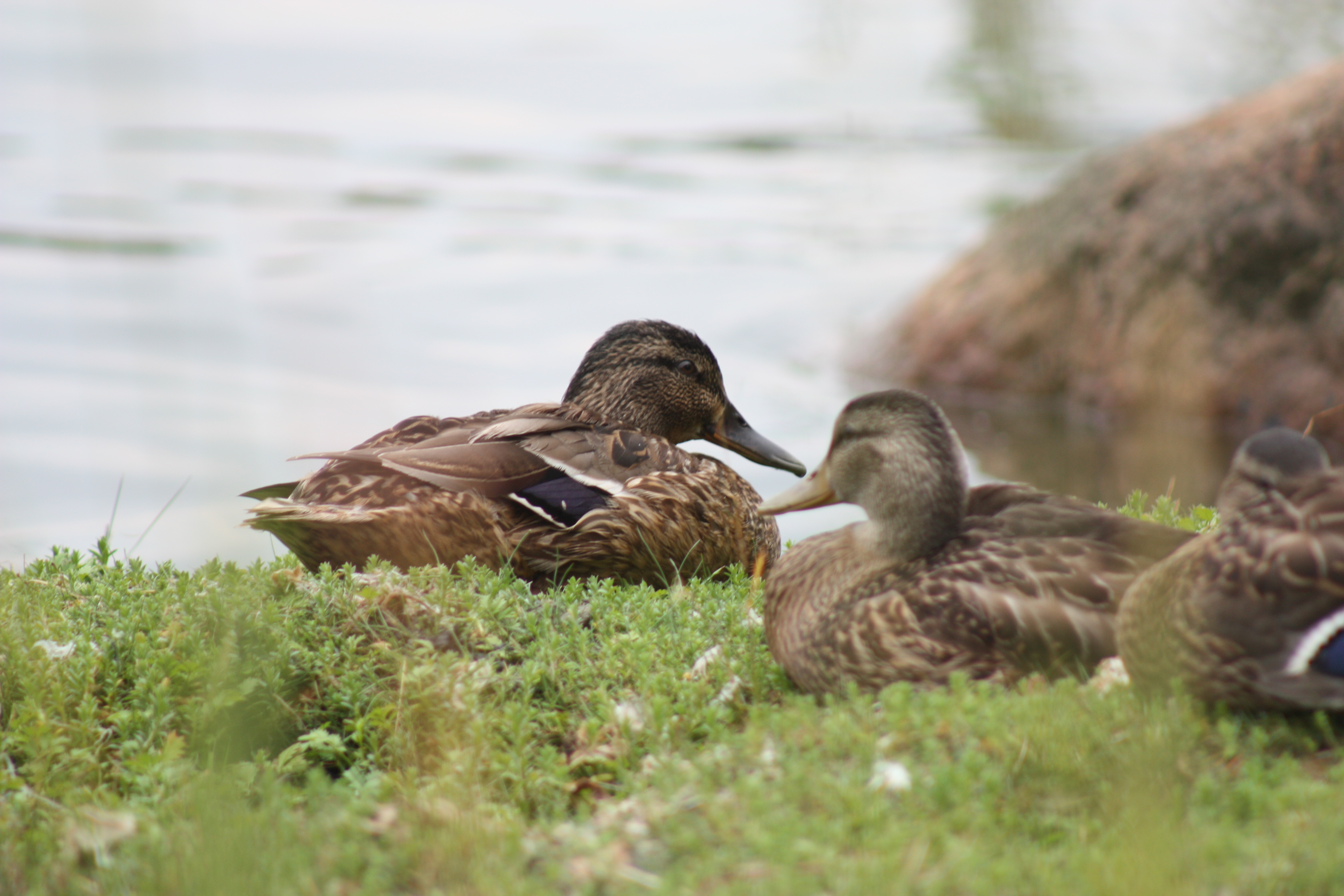
Крижні в Матінкюля

Фауна Центрального парку міста являє собою типовий спектр фінських лісових видів. Найпоширеніша флора Центрального парку включає хвощ, папороті, анемони, літруми та орхідні. Серед поширених видів ссавців, що мешкають в Еспоо — заєць-русак та гірський заєць, єнотоподібний собака, руда білка, лось, лисиця, різні види кажанів, європейський борсук, а також козуля та білохвостий олень, якого завезли у Фінляндію в 1930-х роках як подарунок від фінських американських переселенців.
Орнітологічний заповідник Суоменоя у Фінноо, на півдні Еспоо, вважається національно значущим завдяки своєму пташиному різноманіттю. Серед інших, тут мешкають зникаючі водяні курочки, а також пірникоза червоношия та нерозень. Найпоширенішим і найчутнішим видом морських птахів є чорноголова чайка, але лебідь-кликун також є звичайним явищем на міському архіпелазі, де також можна зустріти орланів-білохвостів.
У місті мешкає 73 вразливі або зникаючі види, зокрема сибірська летяга, популяція якої у Фінляндії різко скорочується протягом багатьох десятиліть через вирубку лісів. Летяга вважається офіційною твариною Еспоо, а популяції білок особливо численні в найпівнічніших частинах міста. Проте білка-летяга також присутня в деяких південних районах, включаючи Центральний парк, Сукка, Еспун Кескус, Тапіола, Лааялахті, Ганнусметса і Матінкюля.

## Клімат

### Температура та кількість опадів
Розташування Еспоо в північних широтах між великим континентом Євразія та ще більшим Атлантичним океаном спричиняє швидкі зміни погоди в Еспоо. Висота місцевості над рівнем моря також впливає на клімат: більшість людей в Еспоо живуть на південь від озера Бодом, де місцевість лише в кількох місцях піднімається вище 50 метрів над рівнем моря. На півночі Еспоо також немає справжніх плато: місцевість піднімається трохи вище 100 метрів над рівнем моря, не більше.
Еспоо розташоване в гемібореальній зоні, також відомій як дубова зона. Найважливішим фактором, що впливає на навколишнє середовище, є Фінська затока, яка охолоджує погоду влітку і зігріває восени. Берегова конвергенція збільшує кількість опадів, що випадають вглиб материка. Місцевий клімат в Нууксіо відрізняється від решти Еспоо: місцевість в Нууксіо піднімається вгору майже з усіх боків, що спричиняє вимушений підйом повітряних потоків угору, що, своєю чергою, впливає на хмари. На хребті в Нууксіо випадає найбільша кількість опадів у всій Фінляндії. На клімат в Нууксіо також впливає дробовий рельєф місцевості, що спричиняє тертя, яке збільшує кількість опадів. У 1981 році кількість опадів у Нупурі становила 1 109 міліметрів, що є абсолютним рекордом у Фінляндії. На півдні Еспоо район Суурпельто дещо прохолодніший, ніж його околиці.
Хоча Еспоо є другим за величиною містом у Фінляндії, середні метеорологічні показники в ньому не вимірювалися. На метеостанціях у сусідніх муніципалітетах середня температура з 1981 по 2010 рік становила близько 5 до 6 °C (41 до 43 °F). Найхолодніша пора року — з січня по лютий, а найтепліша — з липня по серпень. Різниця температур між сезонами стає меншою в міру віддалення від моря. На узбережжі та в архіпелазі температура рідко піднімається вище 30 °C (86 °F) або падає нижче −20 °C (−4 °F). Середня кількість опадів становить від 600 до 700 міліметрів (24 до 28 дюйм) на рік. Найсухіший сезон припадає на весну, а найдощовіший — на серпень та з жовтня по грудень. Більшість дощових днів припадає на осінь.
Фінський метеорологічний інститут має вісім відділень в Еспоо: Фрісіля, Ківенлахті, Кіто, Леппяваара, Лууккі, Нууксіо, Отаніємі й Тапіола. З них Нууксіо та Тапіола є метеорологічними аванпостами, які були введені в експлуатацію у 2010-х роках. Метеостанція Нууксіо розташована на малонаселеному та роздробленому озерному хребті на висоті 90 метрів (300 фут) над рівнем моря. Метеостанція Тапіола розташована в передмісті на узбережжі Фінської затоки на висоті 6 метрів (20 фут) над рівнем моря.
| Клімат Еспоо (періоди 1968-1979, 2005 - теперішній час)                                          | Клімат Еспоо (періоди 1968-1979, 2005 - теперішній час) | Клімат Еспоо (періоди 1968-1979, 2005 - теперішній час) | Клімат Еспоо (періоди 1968-1979, 2005 - теперішній час) | Клімат Еспоо (періоди 1968-1979, 2005 - теперішній час) | Клімат Еспоо (періоди 1968-1979, 2005 - теперішній час) | Клімат Еспоо (періоди 1968-1979, 2005 - теперішній час) | Клімат Еспоо (періоди 1968-1979, 2005 - теперішній час) | Клімат Еспоо (періоди 1968-1979, 2005 - теперішній час) | Клімат Еспоо (періоди 1968-1979, 2005 - теперішній час) | Клімат Еспоо (періоди 1968-1979, 2005 - теперішній час) | Клімат Еспоо (періоди 1968-1979, 2005 - теперішній час) | Клімат Еспоо (періоди 1968-1979, 2005 - теперішній час) | Клімат Еспоо (періоди 1968-1979, 2005 - теперішній час) |
| Показник                                                                                         | Січ.                                                    | Лют.                                                    | Бер.                                                    | Квіт.                                                   | Трав.                                                   | Черв.                                                   | Лип.                                                    | Серп.                                                   | Вер.                                                    | Жовт.                                                   | Лист.                                                   | Груд.                                                   | Рік                                                     |
| Абсолютний максимум, °C                                                                          | 8,6                                                     | 8,5                                                     | 16,3                                                    | 21,5                                                    | 29,2                                                    | 32,4                                                    | 32,9                                                    | 31,6                                                    | 25,6                                                    | 18,6                                                    | 14,3                                                    | 11,0                                                    | 32,9                                                    |
| Абсолютний мінімум, °C                                                                           | −30,4                                                   | −31,5                                                   | −25,2                                                   | −10                                                     | −5,9                                                    | −1,6                                                    | 3,6                                                     | −0,4                                                    | −7,4                                                    | −8,9                                                    | −16,9                                                   | −32                                                     | −32                                                     |
| ------------------------------------------------------------------------------------------------ | ------------------------------------------------------- | ------------------------------------------------------- | ------------------------------------------------------- | ------------------------------------------------------- | ------------------------------------------------------- | ------------------------------------------------------- | ------------------------------------------------------- | ------------------------------------------------------- | ------------------------------------------------------- | ------------------------------------------------------- | ------------------------------------------------------- | ------------------------------------------------------- | ------------------------------------------------------- |
| Джерело: Рекордні максимуми та мінімуми (дані з Отаніємі, Нупурі, Сепенкюля, Нууксіо та Тапіола) |                                                         |                                                         |                                                         |                                                         |                                                         |                                                         |                                                         |                                                         |                                                         |                                                         |                                                         |                                                         |                                                         |

### Снігові умови
В середньому сніг вперше випадає в Еспоо після Різдва і тане з кінця березня до початку квітня. Снігові умови на узбережжі відрізняються більше, ніж у глибині острова. В деякі роки сніг може лежати до п'яти місяців, тоді як в інші роки снігу може майже не бути протягом всієї зими. Низькі температури, що приходять з південного заходу, несуть помірне повітря, яке може зробити сніговий покрив тонким або навіть розтопити його.

### Вітри
Домінуючим напрямком вітру в Еспоо є південно-західний, як і у Фінляндії цілому. Морський вітер має великий вплив на місцеві вітри на узбережжі та навіть може створювати власне вітрове поле. Він може змінювати напрямок і швидкість основного вітру на узбережжі багато разів протягом одного дня. Особливо навесні та на початку літа морський вітер тримає архіпелаг і узбережжя вільними від хмар, тоді як далі вглиб материка утворюється стіна білих хмар, що може спричинити дощові зливи.

### Якість повітря
Якість повітря в Еспоо значно покращилася, незважаючи на негативний вплив дорожнього руху. Зокрема, на пішохідних дорогах використовується пісок для боротьби зі слизькістю, що спричиняє велику проблему пилу навесні. Шиповані шини також сприяють збільшенню кількості шкідливих частинок. Якість повітря в Еспоо вимірюється в Леппяваара та Лууккі. Існують також мобільні вимірювальні станції. Шкідливий вплив на якість повітря навесні має вільховий та березовий пилок, а влітку — сіно та полин

### Умови освітлення
Еспоо розташований на широті 60 градусів північної широти, тому тривалість світлового дня значно змінюється. У дні літнього сонцестояння світловий день триває дев'ятнадцять годин, а в дні зимового сонцестояння — лише шість годин. Найбільший кут нахилу сонця влітку становить 53,4 градуса, а взимку — лише 6,6 градуса. Еспоо — одне з найпівнічніших місць, де морські сутінки спостерігаються навіть під час літнього сонцестояння, тобто в найтемнішу годину ночі сонце перебуває щонайменше на шість градусів нижче від горизонту. В цей час вся ніч проходить без повної темряви. На відміну від цього, денне світло під час зимового сонцестояння коротке, особливо коли з листопада по січень є лише кілька сонячних годин.
Тіні, що відкидають будівлі, довгі навіть влітку. Найкоротші вони під час літнього сонцестояння, приблизно 75 відсотків висоти будівель. Наприклад, тінь від Нііттіхуіппу в цей час має довжину 63 метри. Опівдні в день зимового сонцестояння тіні можуть досягати 8,8 висоти всієї будівлі. Наприклад, тінь від центральної вежі Тапіола в цей час має довжину 430 метрів.
Офіційний час в Еспоо вимірюється за 30-м східним меридіаном. Місто розташоване більш ніж на п'ять градусів на захід від нього, тому сонячний полудень тут настає більш ніж на 20 хвилин пізніше, ніж на 30-му меридіані.

### Вегетаційний період
Еспоо належить до зони успішності рослин 1b. Середня тривалість теплового вегетаційного періоду становить трохи більше ніж шість місяців. Вегетаційний період зазвичай починається у квітні й закінчується в жовтні. Іноді він продовжується до початку листопада. Сума середньодобових температур протягом вегетаційного періоду становить понад 1 400 °C, з великими річними коливаннями.

## Адміністрація

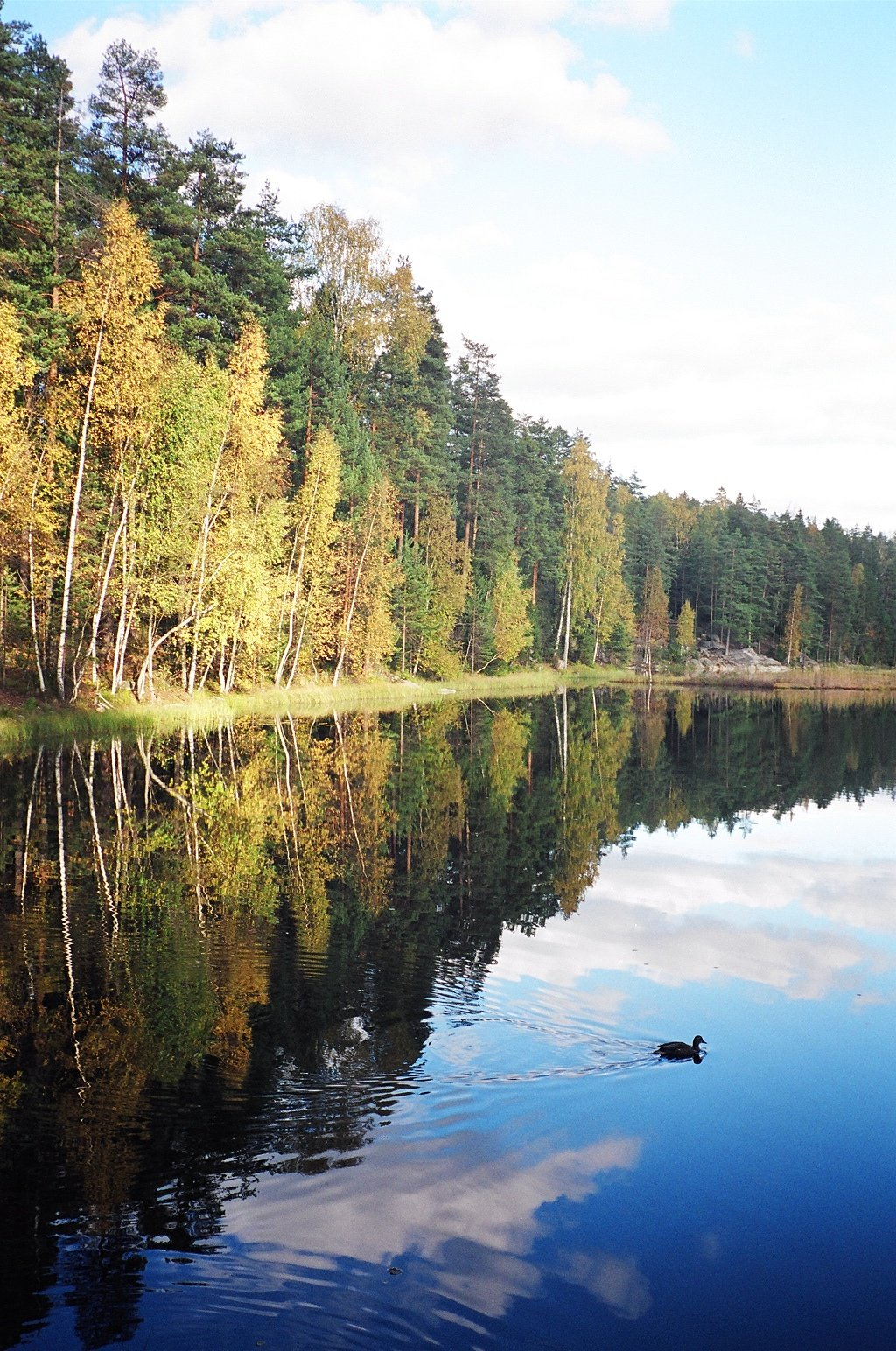
Національний парк Нууксіо восени

Еспоо належить до регіону Уусімаа. Вища влада в місті належить міській раді Еспоо. Рада складається з 75 членів, які обираються на чотирирічний термін.

### Адміністративні одиниці
Еспоо поділяється на сім основних районів (фін. suuralueet, швед. storområden): Ванха-Еспоо (з адміністративним центром), Суур-Еспоонлахті, Пойойс-Еспоо, Суур-Кауклахті, Суур-Леппяваара, Суур-Матінкюля та Суур-Тапіола, з яких Суур-Леппяваара має найбільшу чисельність населення. Ці основні райони потім поділяються на 56 районів. Медичні, соціальні, культурні та шкільні послуги міста зосереджені в регіональних центрах основних районів.
Статистика по Еспоо також включає розділ «інше», до якого на Новий рік 2022 року увійшло 4582 особи. З 2011 по 2022 рік приріст населення був найвищим у Суур-Каукляхті – близько 70%. Зростання в Суур-Матінкюля становило близько 27%,  а в Суур-Тапіола і Суур-Леппяваара — близько 20%. Населення в Суур-Еспоонлахті і Ванха-Еспоо зросло приблизно на 12–13%, а в Пойхойс-Еспоо — приблизно на 10%. 
Поштові індекси в Еспо починаються з цифр «02», як і в Кауніайнен, Кірконуммі та Сіунтіо . Еспоо включає поштові індекси з 02100 по 02380, з 02600 по 02860 (крім 02700 Кауніайнен) та з 02920 по 02980. Найнижчі поштові індекси розташовані на півдні, а найвищі — на півночі.

### Приєднання муніципалітетів
У зв'язку з планом оновлення муніципалітетів у Фінляндії були висловлені пропозиції приєднати Еспоо до решти столичного регіону Фінляндії разом з деякими навколишніми муніципалітетами. Наразі міська рада Еспоо категорично виступає проти цих пропозицій.

### Міські та муніципальні керівники

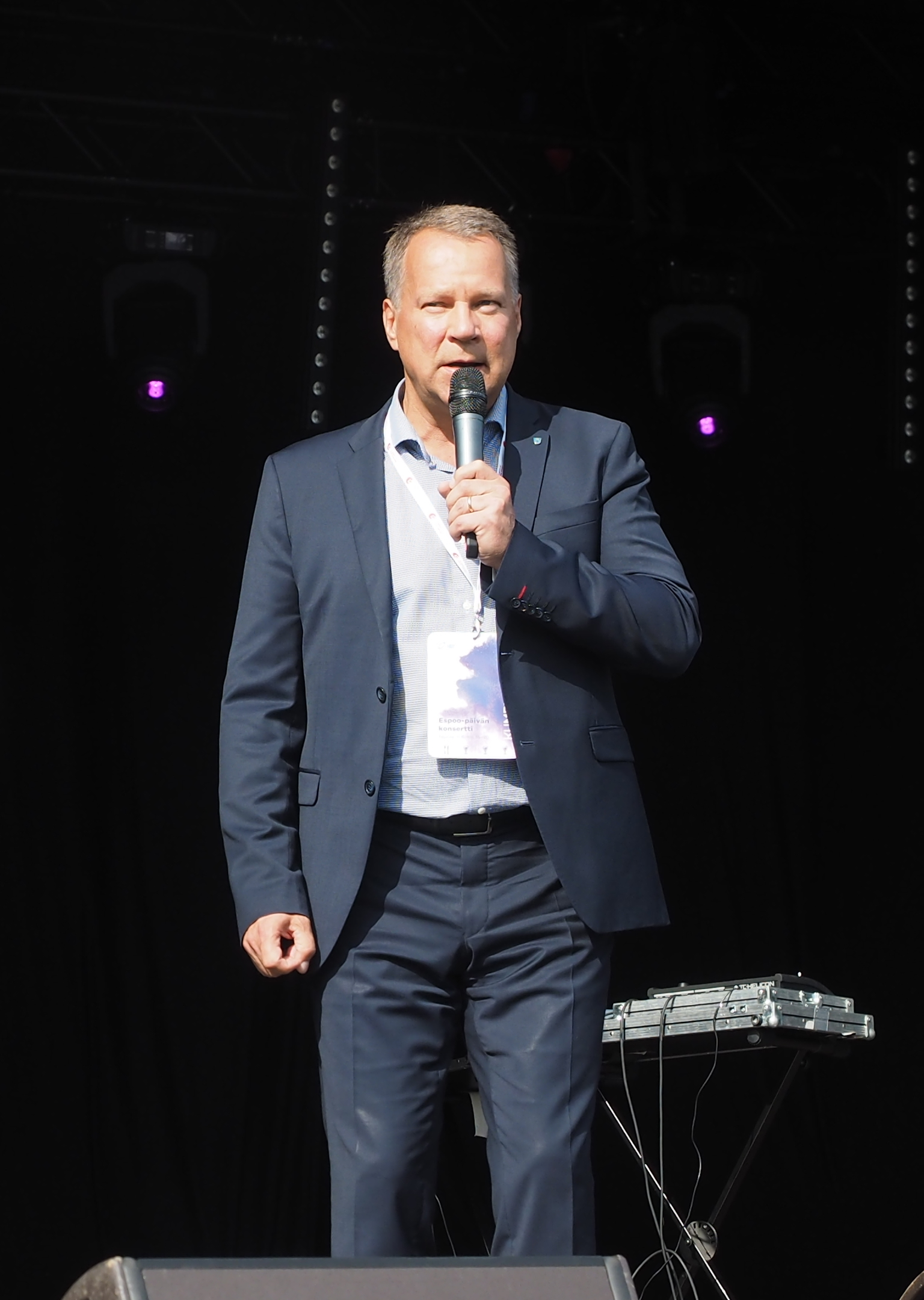
Юкка Мекела, міський голова Еспоо, на Дні Еспоо 2019

Посада муніципального голови була введена в сільських муніципалітетах Фінляндії згідно з муніципальним законом 1948 року, але в Еспоо ця посада була вперше запроваджена лише в 1962 році, за рік до того, як Еспоо стало ринковим містом. До цього обов'язки муніципального голови виконував голова муніципальної ради.
Міські голови Еспоо:
- Арві Е. Хейсканен 1962–1963
- Теппо Тійхонен 1963–1985
- Пекка Лойттініемі 1985–1995
- Маркетта Кокконен 1995–2010
- Юкка Мякеля 2011–2025
- Кай Мюккянен 2025– [108]

### Міська рада
У політичному плані Еспоо є явно буржуазним містом, де найбільшою партією є  Національна коаліційна партія. Підтримка Зеленого союзу та Шведської народної партії Фінляндії в Еспоо також більша, ніж у середньому по Фінляндії.  Партіями, які отримали найбільше зростання підтримки у 2010-х роках були «Зелена ліга» та «Рух зараз». 

## Демографія

### Населення
Місто Еспоо налічує 322 180 мешканців, що робить його другим за чисельністю населення муніципалітетом у Фінляндії. Місто Еспоо є частиною агломерації Гельсінкі, яка є найбільшою міською агломерацією Фінляндії з 1 610 144 мешканцями. У місті проживає 5% населення Фінляндії. В Еспоо 22% населення мають іноземне походження, що майже втричі перевищує середній показник по країні.

Місто посідає 7-ме місце за густотою населення у Фінляндії. У 2022 році середній вік мешканців Еспоо становив 39,0 років, що нижче, ніж середній вік у Фінляндії (43,7 року). У 2021 році населення Еспоо мало другий за величиною середній дохід у Фінляндії після Кауніайнена.
| Рік  | Кількість населення |
| ---- | ------------------- |
| 1990 | 172 629             |
| 1995 | 191 247             |
| 2000 | 213 271             |
| 2005 | 231 704             |
| 2010 | 247 970             |
| 2015 | 269 802             |
| 2020 | 292 796             |

### Мова
Місто Еспоо офіційно двомовне, офіційними мовами є фінська та шведська . Станом на 2024 рік більшість населення, 220 506 осіб (68,7%), розмовляли фінською мовою як рідною. Шведською мовою розмовляло 20 246 осіб (6,3%) населення. Іноземними мовами розмовляли 25% населення. Оскільки англійська та шведська мови є обов'язковими шкільними предметами, функціональна двомовність або тримовність, набута завдяки вивченню мов, не є рідкістю.
Частка тих, хто розмовляє шведською мовою, найбільше скоротилася в 1950-ті роки: якщо в 1950-ті роки на шведську мову припадало 43,1% населення (близько 10 800 осіб),  то в 1960 році - 23,5 % (близько 13 300 осіб ) що було зумовлено швидкою урбанізацією, яка призвела до сильної позитивної імміграції фінномовних мешканців з інших регіонів країни.
Кількість носіїв шведської мови повільно зростала до 2010-х років, коли їх налічувалося близько 20 300, тоді як їхня частка зменшувалася з кожним роком. У 1996 році ця частка впала нижче 10 відсотків. Станом на  2024 рік частка шведськомовних в Еспоо становила 6,3% населення. В абсолютному вираженні Еспоо був другим найбільш шведськомовним муніципалітетом у Фінляндії після Гельсінкі, випереджаючи Расеборг, Ваасу, Порвоо та Корсхольм.
У 2018 році найбільша частка шведськомовних в Еспоо була в Сувісаарісто (33,6%), Еспоонкартано (29,9%), Сепанкюля (24,1%) і Бодом (21,3%). В абсолютному вираженні найбільше носіїв шведської мови проживало в Хаукілахті (993 особи) та Матінкюля (813 осіб).
За останні три десятиліття частка тих, хто розмовляє фінською мовою, значно скоротилася.  У 1999 році частка тих, хто розмовляє фінською мовою, становила 88%, а у 2024 році - 68,7 %. Водночас різко зросла частка тих, хто розмовляє іноземними мовами: 1999 року вона становила лише близько 4%, а 2024 року - 25,0%. Носії іноземних мов в Еспоо являють собою неоднорідну групу, розділену на десятки різних мов, серед яких найбільшу частину складають російськомовні.

### Імміграція
| Населення за країною народження (2024) |           |      |
| Громадянство                           | Населення | %    |
| Фінляндія                              | 250 013   | 77,9 |
| Радянський Союз                        | 6 792     | 2.1  |
| Естонія                                | 5 560     | 1.7  |
| Індія                                  | 5 016     | 1.6  |
| Китай                                  | 3 964     | 1.2  |
| Ірак                                   | 3425      | 1.1  |
| Росія                                  | 2 907     | 0,9  |
| Філіппіни                              | 2 849     | 0,9  |
| Іран                                   | 2395      | 0,7  |
| Пакистан                               | 1825      | 0,6  |
| В'єтнам                                | 1743      | 0,5  |
| Інше                                   | 34 442    | 10.7 |

Станом на 2024 рік в Еспоо проживала 80 691 особа з іммігрантським походженням, або 25% населення. 70 918 мешканців народилися за кордоном, або 22% населення. Кількість іноземних громадян в Еспоо становила 49 245 осіб.
Відносна частка іммігрантів у населенні Еспоо майже втричі перевищує середній показник по країні. Мало того, нові мешканці міста все частіше мають іноземне походження. Це призведе до збільшення частки іноземних мешканців у найближчі роки.
Найбільші групи походять з колишнього Радянського Союзу, Естонії, Індії, Китаю, Іраку та Росії. Кількість людей з Індії різко зросла за останні роки, особливо в районах Оларі та Суурпелто. 

### Релігія
У 2023 році Євангелічно-лютеранська церква була найбільшою релігійною групою, на яку припадало 50,3% населення Еспоо. Інші релігійні групи становили 3,8% населення. 45,9% населення не мали жодної релігійної приналежності.
Згідно з поділом 2018 року, в Еспоо розташовані такі євангелічно-лютеранські громади:
- Конгрегація Еспоонлахті (раніше відоме як згромадження Ківенлахті)
- Кафедральна громада Еспоо (раніше відома як громада Канта-Еспоо)
- Громада Леппяваара
- Громада Оларі
- Громада Тапіола
- Шведська парафія Еспоо

Разом ці громади утворюють Союз конгрегації Еспоо (фін. Espoon seurakuntayhtymä, швед. Esbo kyrkliga samfällighet).
У 2003 році 1,2% населення Еспоо належало до Фінської православної церкви, 0,4 відсотка були католиками та 0,2 відсотка були Свідками Єгови. Члени Євангельської вільної церкви Фінляндії, мормони, юдеї, мусульмани, інші православні та методисти становили по 0,1 відсотка кожен.
В Еспоо є п'ять лютеранських церков (кожна фіномовна громада має свою), включаючи кафедральний собор Еспоо, церкву Еспоонлахті, церкву Оларі, церкву Тапіола та церкву Леппяваара. В Еспоо також є 27 каплиць лютеранської церкви.
З православних громад у Фінляндії в Еспоо діє Гельсінська православна громада, яка має церкву святого Германа Аляскинського в Тапіолі.
З громад П'ятидесятницької Церкви Фінляндії в Еспоо діє П'ятидесятницька громада міста Еспоо. Окремі п'ятидесятницькі громади в Еспоо включають п'ятидесятницьку громаду Еспоонлахті, громаду Кескі-Еспоо, місіонерську каплицю Леппяваара та біблійну бібліотеку Манкбю. З громад Євангельської вільної церкви Фінляндії в Еспоо діє вільна громада.

## Економіка

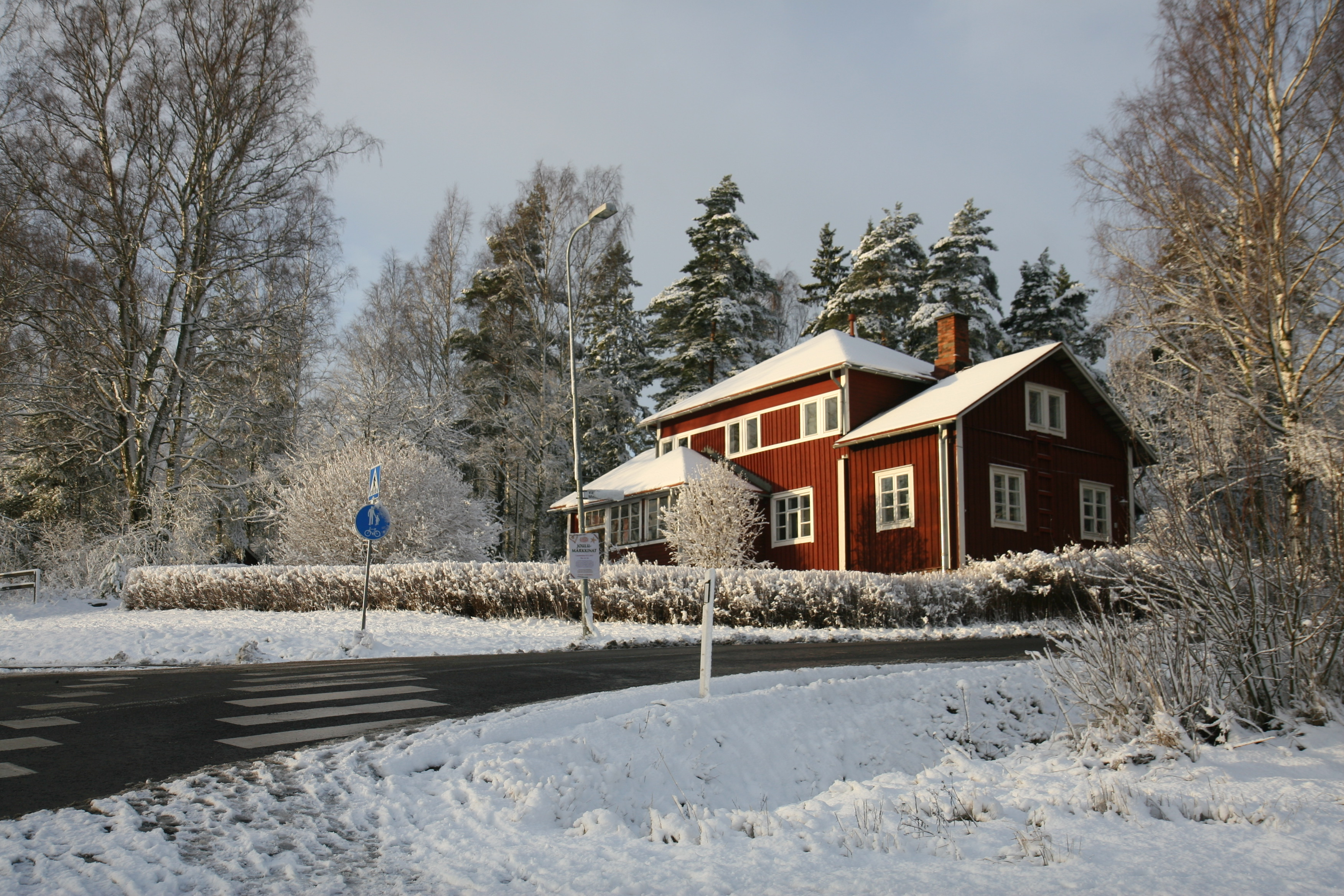
Окрім полів, у сільській місцевості Еспоо збереглося багато будівель, таких як Пунайнен тупа («червоний будинок») у Хенттаа.

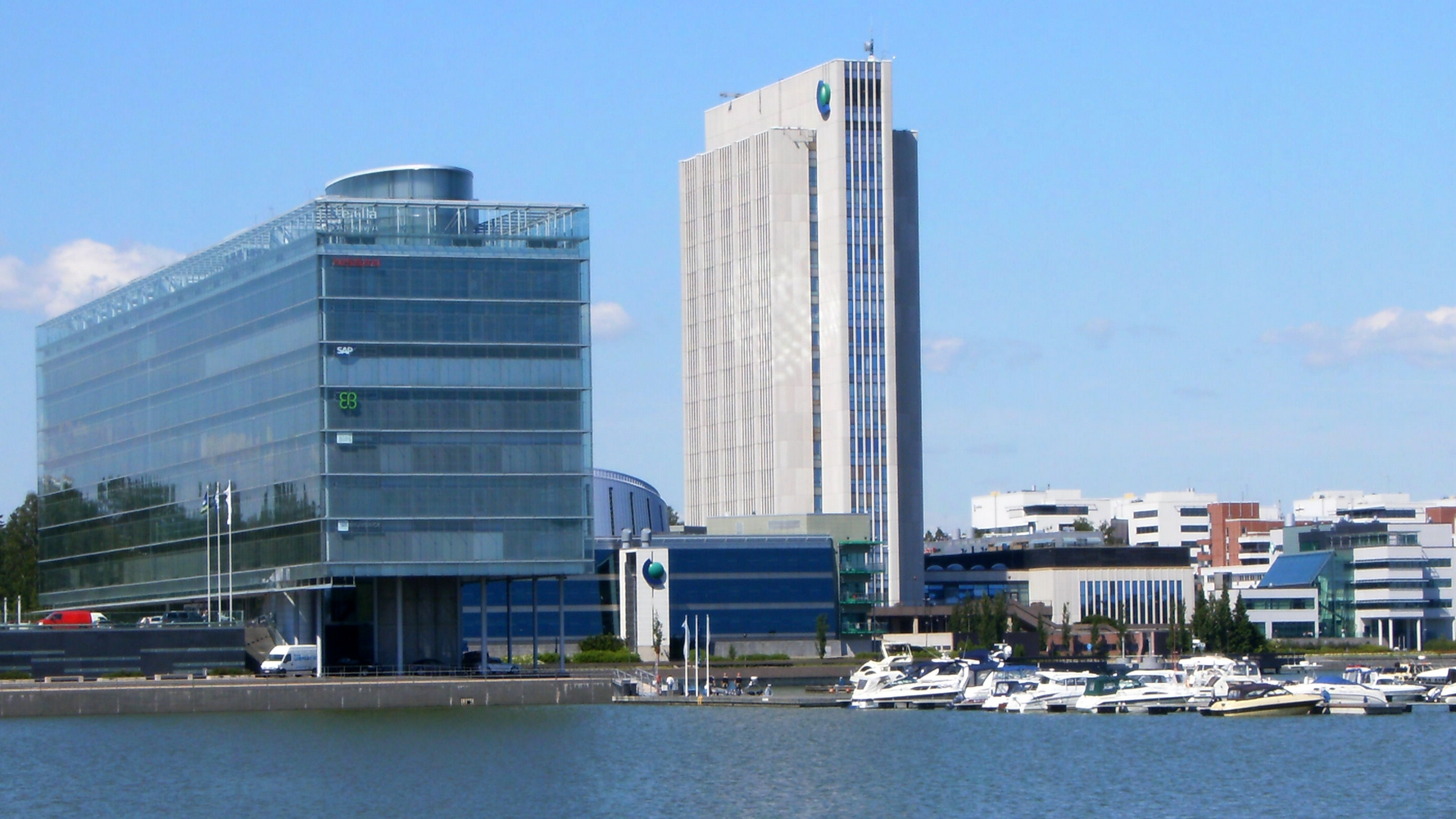
Офісні будівлі в Кейланіємі

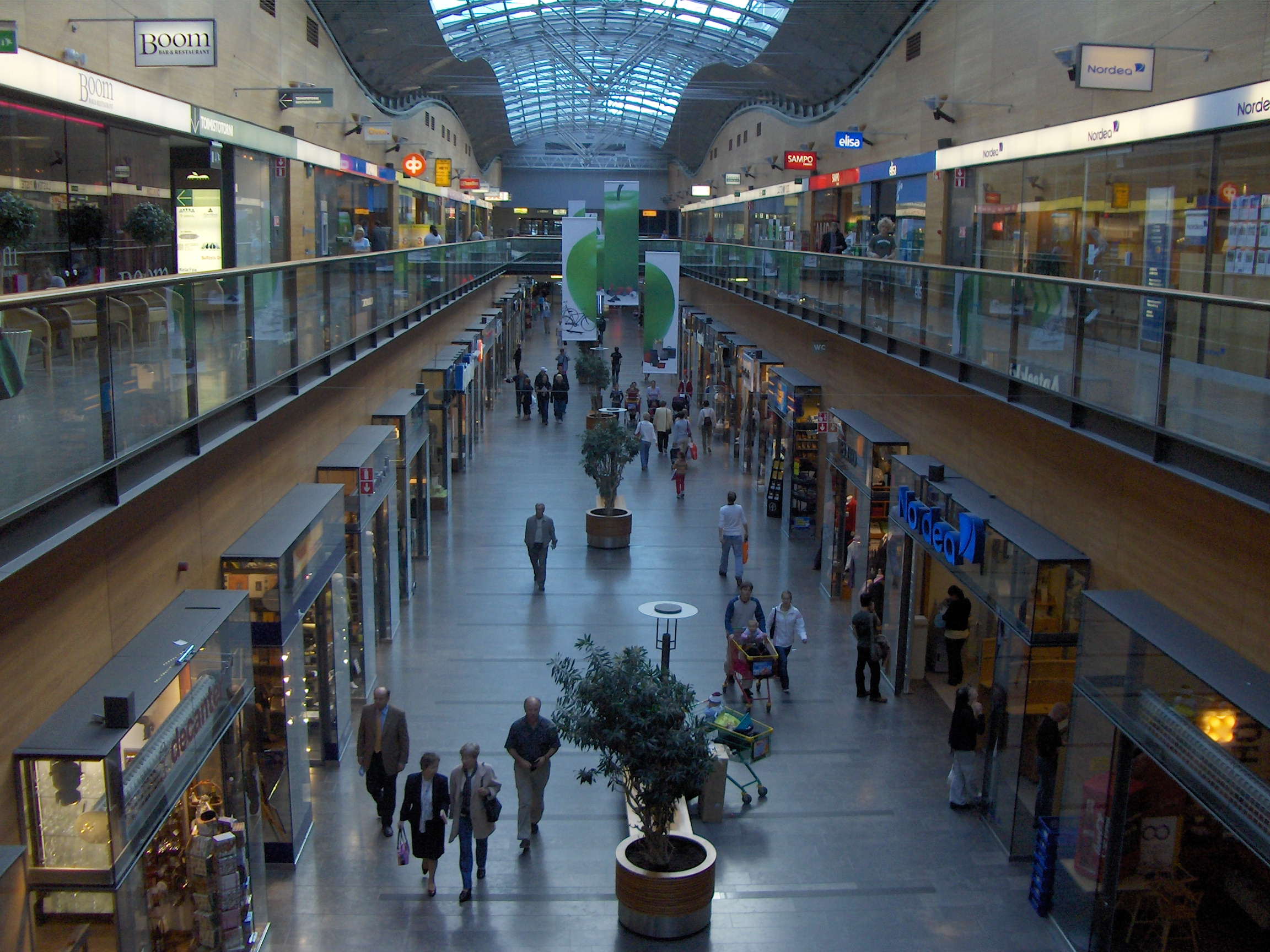
Торговий центр Iso Omena, відкритий у 2001 році, розташований у Матінкюля, недалеко від узбережжя моря.

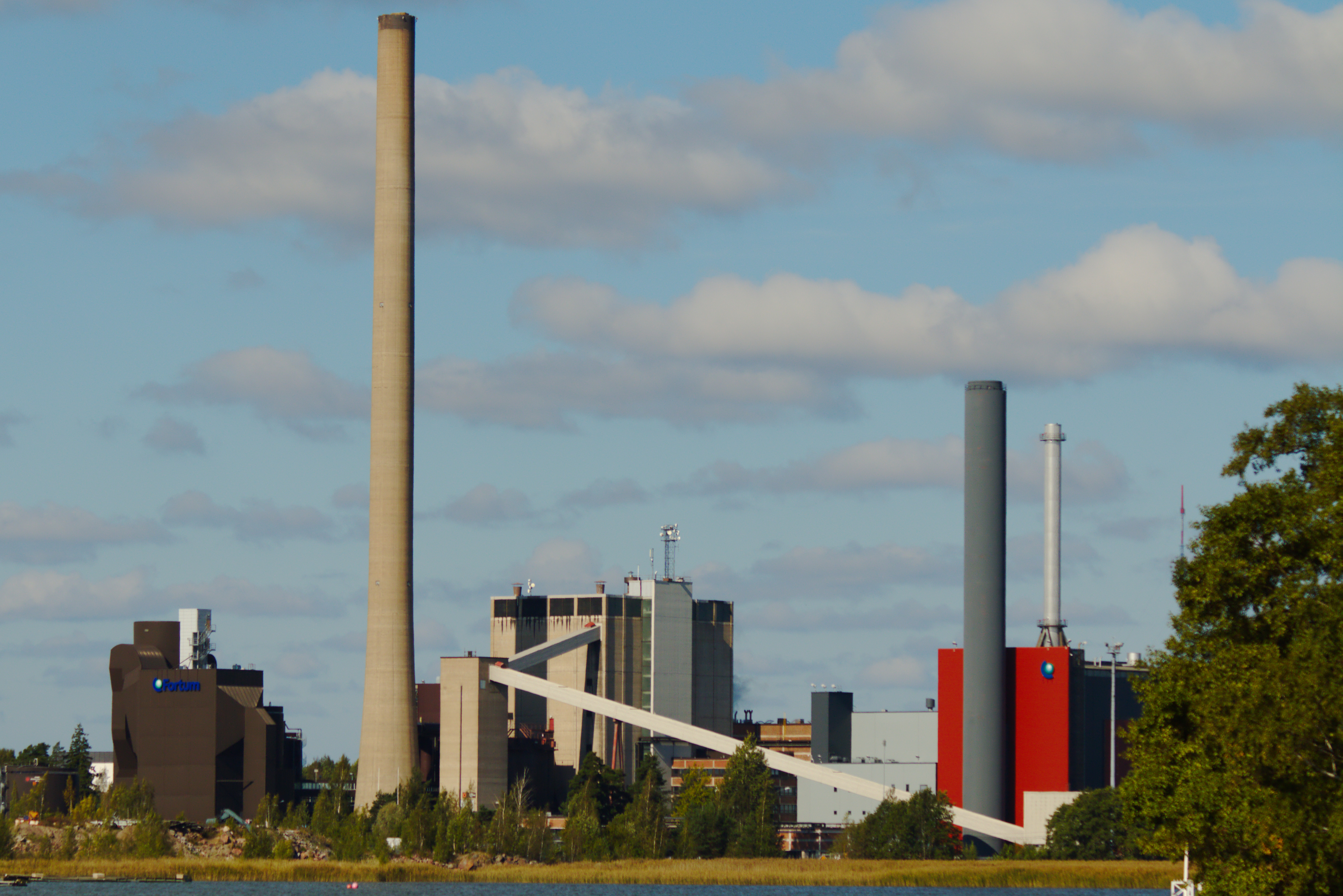
Електростанція Суоменоя

### Економічна історія
Ще в середині XIX століття Еспоо було сільською громадою, яка жила за рахунок натурального господарства. Промисловості майже не було, села були невеликими та розташовувалися рівномірно в різних частинах волості. Існувала певна концентрація населення на місці теперішнього району Еспоон Кескус та вздовж дороги Суурі Рантатіє, а також на березі Фінської затоки. У 1865 році сільське господарство було основним джерелом доходу приблизно для 90% чоловіків в Еспоо. У місті налічувалося близько сімдесяти ремісників і близько двадцяти осіб, зайнятих у промисловості. Серед жінок Еспоо понад п'ята частина працювала покоївками.  :48
Економічна історія Еспоо XIX століття також включає в себе невелику  гірничодобувну діяльність. Близько 1840 року на землях маєтку Кіло почали видобувати руду,  і ця діяльність тривала до 1850-х років.  Руда була хорошої якості, але бідна, а рудні прожилки були фрагментарними.Зрештою, кількість руди, видобутої з Кіло, була дуже малою. :108 На початку 1840-х років на землях маєтку Альберга було зроблено нове відкриття руди. На об'єкті працювало щонайбільше семеро людей, але кількість руди, видобутої в Альберзі, також виявилася дуже невеликою. Гірничодобувна діяльність поступово сходила нанівець і повністю припинилася 1851 року. :116
У XIX столітті парафія Еспоо не була сусідом міста Гельсінкі – між ними знаходилися землі парафії Гельсінкі. Швидке зростання Гельсінкі привернуло людей з Еспоо: незважаючи на невелику відстань, пересування між Еспоо і Гельсінкі було настільки повільним, що переїзд до Гельсінкі був майже неминучим, якщо людина випадково отримувала там роботу.:49
Стрімке зростання Гельсінкі почало проявлятися і за межами адміністративних кордонів міста. Перша промислова зона в Еспоо виникла поблизу берега затоки Еспоонлахті. Наприкінці XIX століття  в цьому районі працювали три цегельні заводи та парова лісопилка. Глина з затоки Еспоонлахті добре підходила для виготовлення цегли, а цеглу було легко транспортувати до Гельсінкі морем. Наприклад, Успенський собор у Катаянокці був побудований з цегли цегельного заводу Стенсвік. Село Мулбю (фінською Muulo) стало промисловим центром Еспоо, і його населення багаторазово зросло. Інші села на південному заході Еспоо також  розвивалися завдяки промисловості. Коли на початку XX століття було завершено будівництво залізниці Рантарата, частина промисловості перемістилася на залізничну колію, і залізниця також дозволила людям їздити на роботу з Еспоо до Гельсінкі.:49, 58В Еспоо також існувала скляна промисловість. Пехр Аппельґрен заснував завод з виробництва пляшкового скла біля залізничної станції Еспоо у 1912 році. Завод закрився у 1922 році. Скляний завод Кауклахті почав роботу 1923 року, і до 1930-х років він став найбільшим у Фінляндії заводом з виробництва освітлювального скла. Завод закрився 1951 року. Скляна промисловість в Еспоо повністю припинила своє існування у 1950-х роках.:59, 60:7
Наприкінці 1930-х років в Еспоо налічувалося близько тридцяти підприємств.  Окрім скляної та цегляної промисловості, на території парафії були машинобудівні майстерні, лісопильні та металургійні майстерні. У Каукляхті було промислове виробництво одягу, а у Віхерлааксо — годинникова фабрика. Заснована в 1876 році парова лісопилка в Баствіку була економічно досить стабільною, її лісопильне обладнання у XX столітті було перенесено на півострів Ханко. :58–61 Торговець Ф. Ф. Шьоблом заснував першу крамницю в Еспоо у Стенсвіку невдовзі після звільнення міста у 1868 році. На момент здобуття Фінляндією незалежності в Еспоо налічувалося близько 40 магазинів, більшість з яких були універсальними. :62
Незважаючи на зростання кількості робочих місць у промисловості та сфері послуг, у 1920 році Еспоо все ще залишався переважно сільською парафією. Близько двох третин населення отримували свій основний дохід від сільського господарства. :53 Жито та ячмінь були основними культурами в Еспоо протягом століть. До XX століття значення тваринництва зросло, а вирощування вівса стало більш популярним.:32, 55
Будівництво та сфера послуг стали основою економіки Еспоо в 1950-х роках, коли почалося швидке зростання населення Еспоо. У 2010-х роках основними галузями за кількістю робочих місць були торгівля, готельне господарство, харчова промисловість та виробництво напоїв, а також спеціалізовані послуги. Частка інформаційно-комунікаційних технологій становить близько однієї десятої. Близько однієї шостої робочих місць припадає на промисловість і будівництво. Державний сектор є великим: близько чверті робочих місць в середині 2010-х років припадало на державний сектор. :17
Перехід від середньовічної сільської парафії до невід'ємної частини столичного регіону Гельсінкі призвів до того, що частка робочих місць у сільському та лісовому господарстві скоротилася приблизно до п'ятої частини відсотка. :17

### Компанії
В Еспоо розташовані головні офіси кількох світових компаній та багатьох високотехнологічних компаній. Кампус Університету Аалто на південному сході Еспоо є центром досліджень та розробок. Головні офіси Nokia, Valmet, Remedy Entertainment, Fortum, Neste, Huhtamäki, Metsä Group, Orion Corporation, Oriola, Outotec і LähiTapiola знаходяться в Еспоо. Серед державних підприємств, в Еспоо розташовані штаб-квартири Технічного дослідницького центру Фінляндії VTT, Gasum, Neste та Fortum. Завдяки присутності цих компаній, зокрема Nokia, тільки на Еспоо припадає 60% патентів, поданих у Фінляндії, і він посідає 6-те місце серед європейських міст за кількістю поданих патентів.
Найбільшими торговими центрами Еспоо є Iso Omena, Sello, Lippulaiva, Entresse і Ainoa. Уздовж безперервного транспортного маршруту, утвореного Merituulentie на північ від Länsiväylä, Kuitinmäentie та Martinsillantie, розташовані торгові центри Niitty, Länsikeskus, рітейл-парк Merituuli, торговий центр Liila, а також кілька розважальних, оздоблювальних та автомобільних підприємств. Невеликий торговий центр Suuris, відкритий у 2017 році, розташований у Суурпелто вздовж кільцевої дороги II.
До промислових районів Еспоо належать Юванмальмі, Карамальмі та Ківенлахті.

### Місто Еспоо
Місто Еспоо фінансує свої послуги переважно за рахунок податків. У 2021 році податкові надходження міста, що складаються з муніципального податку, комунального податку та податку на нерухомість, склали 1,711 мільйона євро, при цьому ставка муніципального податку становила 18,00 відсотка.  За кількістю працівників місто Еспоо є найбільшим роботодавцем в Еспоо: у 2016 році тут працювало близько 14 тисяч осіб.
Економіка Еспоо показує приріст, але цього недостатньо для фінансування інвестицій міста, що розвивається.
Еспоо підписало принципи відповідального інвестування  Організації Об'єднаних Націй. Місто Еспоо має п'ять інвестиційних фондів: фонд базових послуг та придбання землі, фонд розвитку базових послуг, фонд розвитку підприємництва та зайнятості, інвестиційний фонд та  фонд на випадок нещасних випадків.
Характерною особливістю Еспоо є те, що місто управляє своїми інвестиціями через дочірні компанії. 

### Рівень доходу
Середній рівень доходу в Еспоо вищий, ніж в решті столичного регіону, і особливо вищий, ніж в решті Фінляндії. У 2015 році оподатковуваний дохід в Еспоо був на 40% вищим, ніж в решті Фінляндії. Рівень безробіття в Еспоо високий, але все ще нижчий за середній показник по Фінляндії. Райони з найвищим рівнем доходу в Еспоо, такі як Вестенд та Хаукілахті, розташовані переважно на узбережжі.  Ці райони входять до складу великого району Тапіола, рівень доходів у якому значно вищий за середній показник в Еспоо. Рівень доходів у великих районах Матінкюля та Еспоонлахті близький до середнього по Еспоо. Рівень доходів у великому районі Леппяваара та особливо у великому районі Ванха-Еспоо є нижчим за середній в Еспоо
Місто Еспоо не є особливо сегрегованим за основними районами, натомість відмінності в доходах значно вищі як всередині основних районів, так і між ними. У великих районах з низьким рівнем доходу середній рівень доходу близький до середнього по Гельсінкі. У деяких районах, таких як Ківенлахті та Сувела, він навіть нижчий за середній показник у Вантаа. Райони, що складаються з окремих будинків, зазвичай мають вищий рівень доходу, ніж райони, що складаються з багатоквартирних будинків.

## Уряд і політика

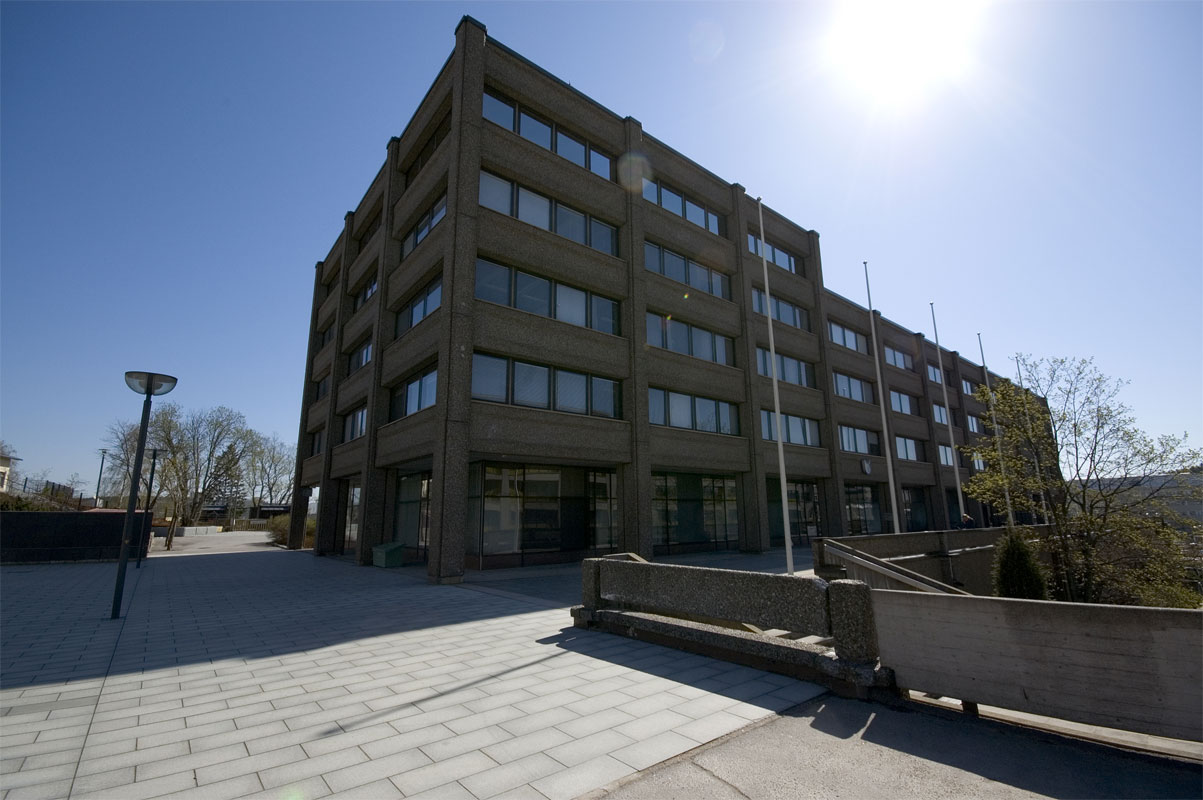
Мерія Еспоо, розташована в районі Еспоон Кескус

Міська рада Еспоо складається з 75 членів. Після муніципальних виборів 2017 року місця в раді розподілилися наступним чином: Національна коаліційна партія – 26 місць, Зелені – 17, Соціал-демократи – 10, Справжні фіни – 7, Шведська народна партія – 6, Центристська партія – 3, Лівий альянс – 3, Християнські демократи – 2 та Ліберальна партія – 1.
На національному рівні Еспоо входить до виборчого округу Уусімаа. Підтримка правоцентристської політики, особливо Національної коаліційної партії, в Еспоо традиційно висока. Результати парламентських виборів Фінляндії 2019 року в Еспоо:
- Національна коаліційна партія 31,0%
- Зелена ліга 18,0%
- Соціал-демократична партія 13,0%
- Партія фінів 11,5%
- Шведська народна партія 7,7%
- Рух зараз 4,1%
- Центристська партія 4,0%
- Лівий альянс 3,5%
- Християнські демократи 2,7%
- Блакитна реформа 1,7%

Еспоо - батьківщина колишнього голови Партії фінів Тімо Сойні.

## Послуги

### Освіта
2019 року розміщуються всі шість коледжів університету. В Еспоо також розташований Університет прикладних наук Метрополії (раніше відомий як Технічний університет прикладних наук в Еспоо-Вантаа) та місцеві коледжі Університету прикладних наук Лауреа. Музичний інститут «Ювеналія» розташований поруч із торговим центром «Селло». Музичний інститут Еспоо розташований у Культурному центрі Еспоо.

### Охорона здоров'я
Лікарня Йорві розташована в Карвасмякі в Еспоо, співпрацює з Центральною лікарнею Гельсінського університету та належить до лікарняного округу Гельсінкі та Уусімаа. Загалом в Еспоо налічується десять медичних пунктів, що надають муніципальну медичну допомогу.

## Інфраструктура

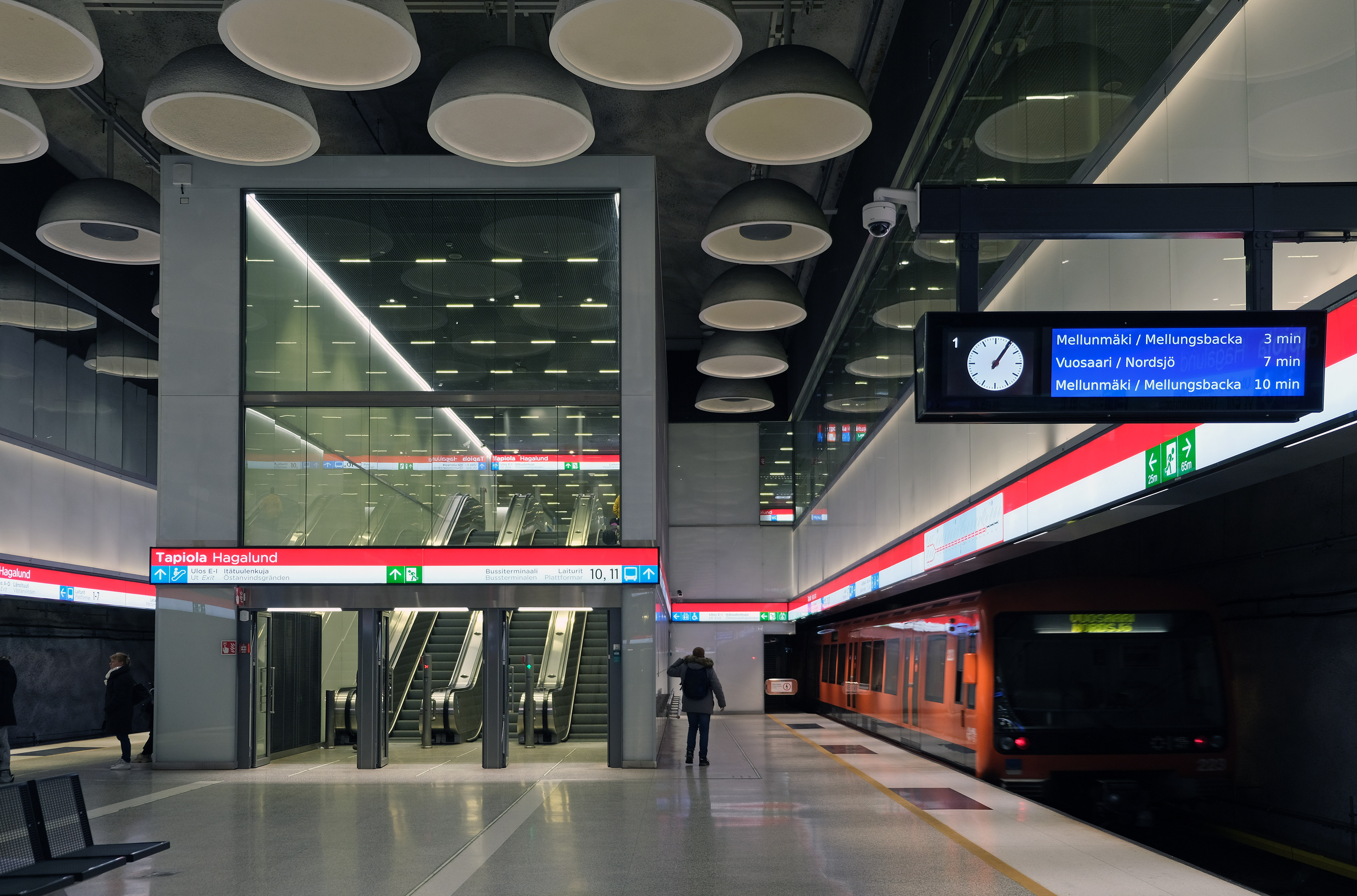
Станція метро Тапіола має сполучення з торговим центром Ainoa.

Через Еспоо на захід проходять дві автомагістралі з контрольованим доступом: Лянсівяйля, яка є частиною фінської національної дороги 51 між Гельсінкі та Кар'яа, та фінська національна дорога 1, що йде далі на захід до Турку. Ці дороги та інші головні магістралі, що ведуть з Гельсінкі в різних напрямках, з'єднані кільцевими дорогами Ring I та Ring III, частково розташованими в Еспоо, а також Ring II, що веде з Лянсівяйля до фінської регіональної дороги 110, повністю розташованої в Еспоо. Фінська регіональна дорога 120 проходить через північну частину Еспоо, являючи собою частину старого маршрута фінської національної дороги 2.

### Громадський транспорт
В Еспоо добре розвинений громадський транспорт: через приміську залізничну мережу Гельсінкі, продовження Гельсінського метрополітену Länsimetro, відкрите в листопаді 2017 року, та автобуси, що надаються компанією Helsingin seudun liikenne. У 2024 році орбітальна лінія швидкісного трамвая Jokeri з'єднає Еспоо зі східною частиною Гельсінкі.

Карта маршрутів продовження Länsimetro

Для передачі даних в Еспоо використовуються шістнадцять радіочастот.

#### Метрополітен
Розширення лінії Länsimetro до Гельсінського метрополітену було розпочато у 2008 році, а перша черга була відкрита для руху 18 листопада 2017 року. Перша черга складається з шести станцій: Кейланіемі, Університет Аалто, Тапіола, Ургейлупуйсто, Нійттюкумпу та Матінкюля. Другий етап складається з додаткових п'яти станцій: Фінноо, Кайтаа, Соукка, Еспоонлахті та Ківенлахті, і спочатку очікувалося, що її буде завершено не раніше 2023 року. Продовження було завершено 3 грудня 2022 року.

#### Залізничний транспорт

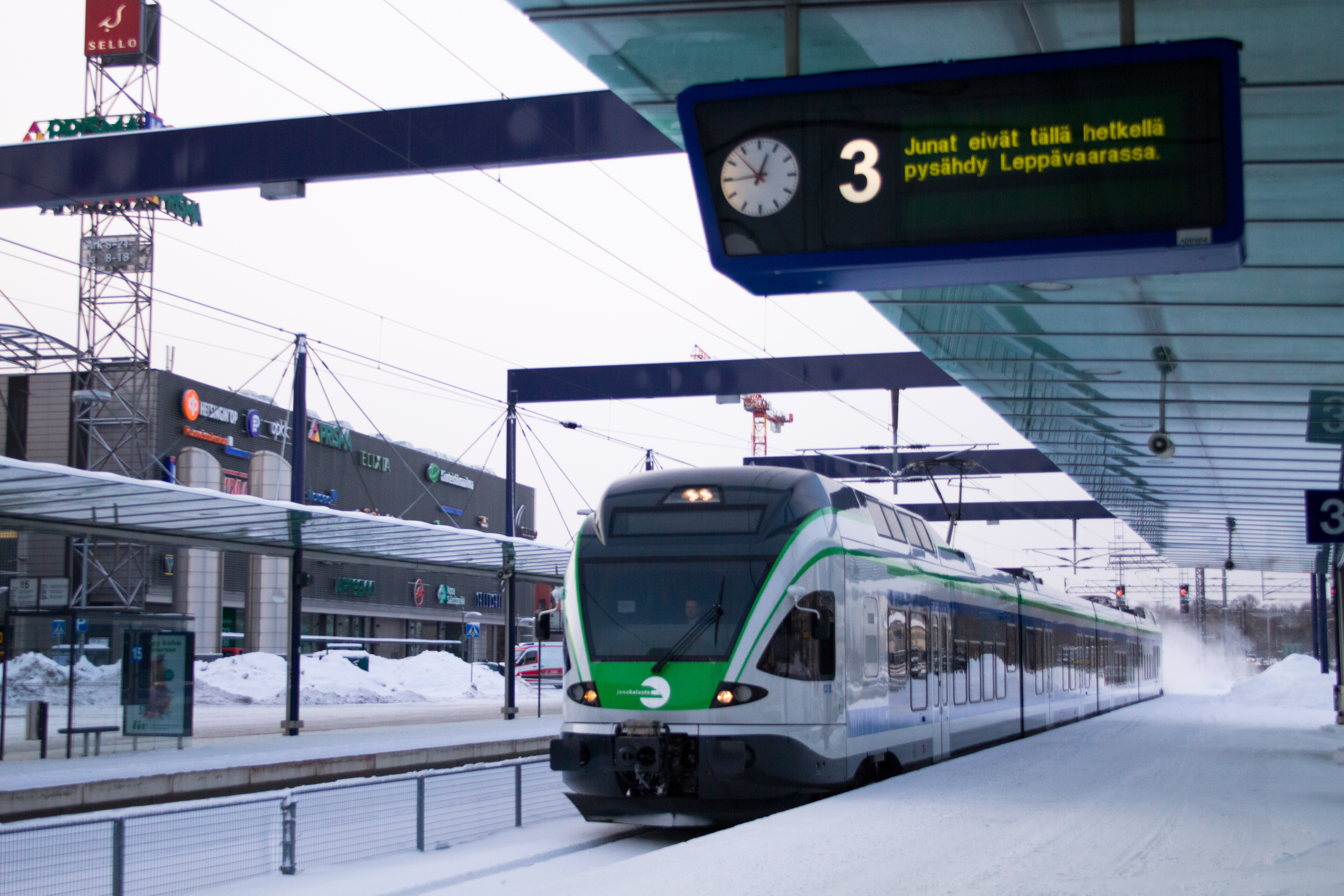
Приміський поїзд JKOY класу Sm5 на залізничній станції Леппяваара

В Еспоо є дев'ять залізничних станцій, з яких лише залізнична станція Леппяваара обслуговує міжміське сполучення. Залізнична станція Леппяваара є найбільш завантаженою залізничною станцією в Еспо, а залізнична станція Еспоо є другою за завантаженістю.
Місцевий рух на залізниці Рантарата є частим, а лінії поїздів позначені літерами. Потяги лінії L зупиняються на кожній станції від Центрального вокзалу Гельсінкі до залізничної станції Кіркконуммі. Потяги ліній E, U, L та X зупиняються на кожній станції в Еспоо та Кауніайнені, окрім залізничної станції Мяккюля. Тільки поїзди ліній A та L зупиняються на станції Мяккюля. Потяги Y між центральним вокзалом Гельсінкі та залізничним вокзалом Сіунтіо зупиняються на залізничних станціях Леппяваара, Еспоо та Кауклахті. Поїзди A курсують по міській залізниці Леппяваара з кінцевою зупинкою в Леппяваара. Усі приміські поїзди, що прямують через Еспоо, зупиняються на залізничній станції Пасіла, звідки можна дістатися до Тампере, а також на залізничній станції Гуопалахті, звідки поїздом лінії P можна дістатися до аеропорту Гельсінкі і на півночі Вантаа.
Потяги далекого прямування між Гельсінкі та Турку раніше зупинялися на залізничній станції Еспоо. Починаючи з осені 2015 року, зупинка була перенесена на залізничний вокзал Леппяваара.

#### Автобусні перевезення

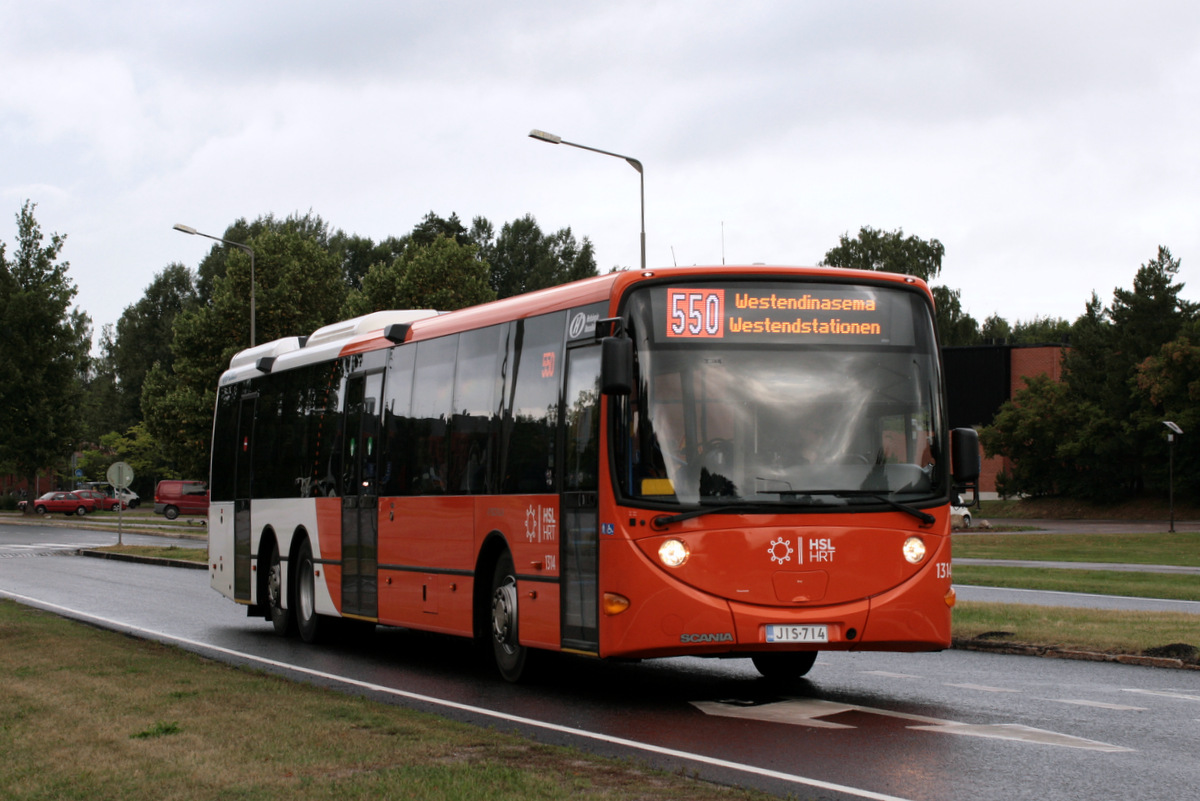
Автобус на лінії 550 в Отаніемі

Громадський транспорт в Еспоо обслуговується численними автобусними лініями. Гельсінкське регіональне транспортне управління відповідає за автобусні перевезення в Еспоо, плануючи маршрути, розклад і квиткову систему. Автобусний маршрут 200 — єдина магістральна лінія в Еспоо, яка курсує між Еспоон-кескус і площею Еліель у центрі Гельсінкі. Лінія має 32 зупинки, що на 12 зупинок менше, ніж на попередній магістральній лінії 235.
В Еспоо є сто автобусних зупинок для людей з обмеженими можливостями. Перша доступна зупинка була побудована у 2006 році на Пуоларінтіє, поруч із лікарнею Пуолармется.
Автобусні маршрути в південній частині Еспоо йдуть до станції метро Матінкюля, а в періоди інтенсивного руху – безпосередньо до торгового Камппі Центру у Гельсінкі. Існують також внутрішні автобусні лінії до Тапіоли. Натомість автобусні маршрути в центральній та північній частині Еспоо курсують через Тьоеле до площі Еліель. Усі номери ліній автобусів Еспоо були змінені на тризначні у 2010-х роках. Номери ліній, що починаються з 1, переважно курсують у південній частині Еспоо, а номери ліній, що починаються з 2 - у центральній та північній частині Еспоо. Автобусні маршрути, що курсують між південною та центральною частиною Еспоо, мають номери, що починаються з 5. Лінія 550 «Джокер» курсує між вокзалами Вестен та Ітякескус, оминаючи центр Гельсінкі, прямуючи на північ від нього.

## Культура

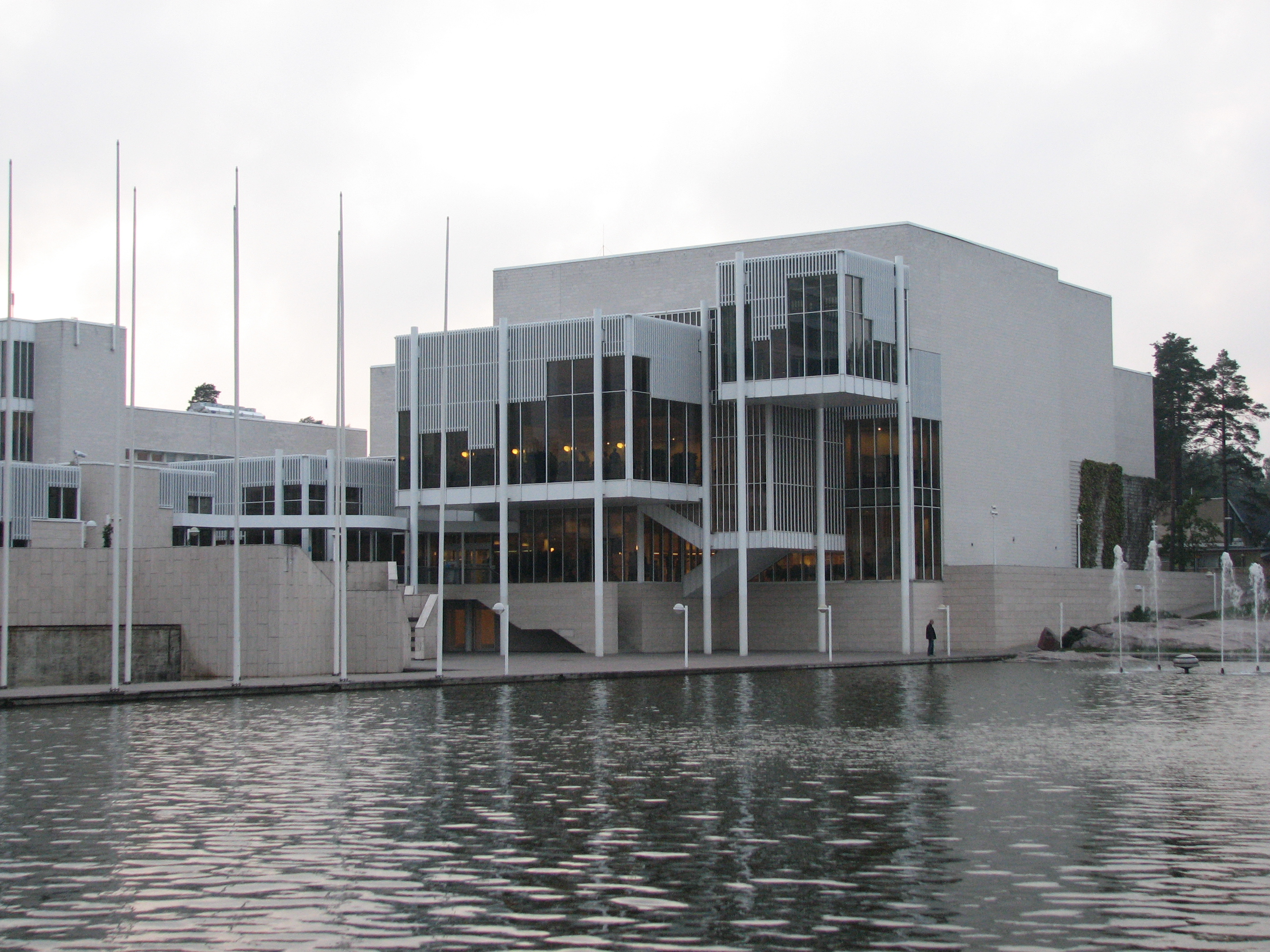
Культурний центр Еспоо

В Еспоо знаходиться Музей сучасного мистецтва EMMA (Музей сучасного мистецтва Еспоо), побудований в оновленій старій друкарні, будинку WeeGee, названому на честь старої книжкової друкарні Weilin & Göös. У цій же будівлі знаходиться єдиний у Фінляндії Музей годинників (фін. Kellomuseo, швед. Urmuseum) та Музей іграшок. У місті також знаходиться музей ферми Глімс. Культурний центр Еспоо, де знаходиться всесвітньо відомий оркестр Tapiola Sinfonietta, де проводяться численні концерти та театральні вистави, розташований у Тапіолі (швед. Hagalund). Музей Акселі Галлен-Каллела знаходиться в Тарваспаа, а природний центр Haltia — в Нууксіо.
В Еспоо є кілька старовинних маєтків, два з яких відкриті для широкого загалу. Найважливішим з них є Espoon kartano (швед. Esbo gård, маєток Еспоо), вперше згаданий на картах у 1495 році, а з 1756 року він належав знатній родині Рамсі.  Нинішня головна будівля датується 1914 роком, але млин датується 1750-ми роками, а найстаріший у Фінляндії мурований кам'яний міст 1777 року знаходиться на Королівській дорозі (фін. Kuninkaantie, швед. Kungsvägen), яка проходить повз маєток. Головна будівля може бути орендована для проведення весіль та інших подібних заходів. За запитом для груп проводяться екскурсії з гідом. Інший маєток, відкритий для відвідування, - Pakankylän kartano, розташовано на північному березі озера Бодом. У маєтку є ресторан та клубні кімнати, частково з оригінальними меблями, які відкриті для відвідувачів, але спочатку призначалися для  санаторію та будинку для людей похилого віку Кайсанкоті, розташованого на території маєтку.
Метал-гурт Children of Bodom походить з Еспоо, Фінляндія. Вони отримали свою назву на честь нерозкритого вбивства, відомого як вбивства на озері Бодом, яке сталося на березі озера Бодом, озера на півночі Еспоо, у 1960 році. Гурти Norther та Kiuas також походять з Еспоо.
Відділ освіти взяв участь у Програмі безперервного навчання 2007—2013 у Фінляндії.
Серед авторів в Еспоо — Антті Хюрю та Маурі Куннаса. Арто Паасілінна, відомий своїми комічними оповідями, номінально був прозаїком Еспоо. У його романах Elämä lyhyt, Rytkönen pitkä («Життя коротке, Ритконен високий») фігурують райони Тапіола та Гаукілахті, в Aatami ja Eeva («Адам і Єва») — Отаніємі, а в Herranen aika («О Боже») — Йорві.

### Події
У районі Тапіола проводиться щорічний кінофестиваль Espoo Ciné та щорічний музичний фестиваль April Jazz. У Леппяваара проходить щорічний музичний фестиваль Kivenlahti Rock. Взимку в аквапарку Serena проводиться спа-вечірка Pacifique. Влітку в кафедральному соборі Еспоо проводиться концертний захід Urkuyö ja aaria, що входить до мережі заходів Finland Festivals. Ropecon, найбільший незалежний конвент рольових ігор у Європі, проводився в конференц-центрі Dipoli з 1998 по 2015 рік.
Щорічне святкування руху «Пробудження» відбулося в Еспоо у 2008 році.

### Культура харчування
У 1980-х роках парафіяльними стравами Еспоо вважалися картопля з тріскою, сковорода з рибальським оселедцем та пиріг а-ля Анна. Примітне меню вечері в садибі Еспоо, містило бульйон і сирні палички, смажену телятину з вершковим соусом, консервований горошок, мариновані огірки, морозиво та консервовану полуницю.

## Спорт

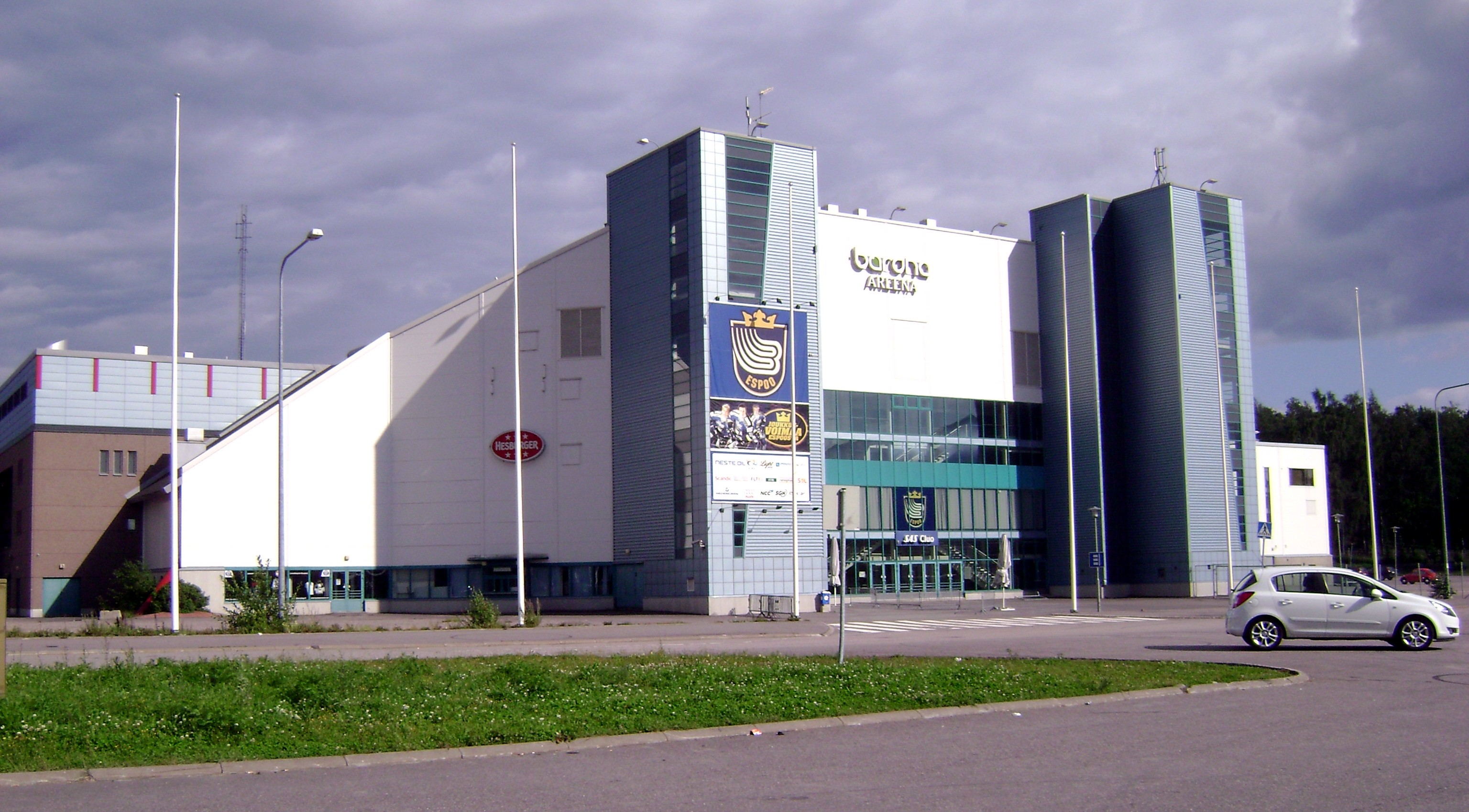
Еспоо Метро Арена (раніше відомий як Barona Areena та Länsi-Auto Areena) — це спортивно-розважальний центр, розташований у Тапіолан Урхейлупуїсто.

На літніх Олімпійських іграх 1952 року міський тенісний зал «Вестенд» приймав змагання з фехтування.
Багато всесвітньо відомих спортсменів походять з Еспоо, наприклад хокеїсти Теему Селянне та Єре Лехтінен, плавець Антті Касвіо, фігуристка Лаура Лепісто, метальниця списа Тіїна Ліллак, лижник Марьо Матікайнен та чемпіон світу Формули-1 Кімі Райкконен.
В Еспоо знаходиться Vermo, Еспоо Метро Арена, спортивні парки Tapiolan urheilupuisto, Leppävaaran urheilupuisto, Espoonlahden urheilupuisto, а також аквапарк Serena. Найбільшими басейнами в Еспоо є басейн Леппяваара, басейн Кескі-Еспоо, басейн Еспоонлахті та басейн Тапіола. Інші місця для занять спортом включають Центральний парк Еспоо, відкриті острови Еспоо та майданчики для тренувань на відкритому повітрі Лууккі та Пірттімякі в Гельсінкі.

### Спортсмен року в Еспоо
Щороку в Еспоо обирають спортсмена року. Серед володарів титулу — наступні люди:
- 2014: гімнастка Сага Ханнінен, яка має синдром Дауна. Вона займається художньою гімнастикою, а також активно займається іншими видами спорту. Вона виграла золото на Спеціальній Олімпіаді за свій виступ з м'ячем.[186]
- 2015: лучник Яркко Лехтінен.[187]
- 2016: Гімнаст Оскар Кірмес, який досяг рекордного результату на олімпійських відбіркових змаганнях у Ріо-де-Жанейро, забезпечивши Фінляндії першу участь в Олімпійських іграх зі спортивної гімнастики серед чоловіків за 44 роки.[188]
- 2017: Стрілець Крістіан Фріман, який виграв чемпіонат світу зі стрільби з гвинтівки лежачи серед юнаків у 2017 році.[189]

### Баскетбол
У 2027 році Еспоо Метро Арена стане місцем проведення чемпіонату Європи з баскетболу серед жінок у Фінляндії.

### Хокей на льоду

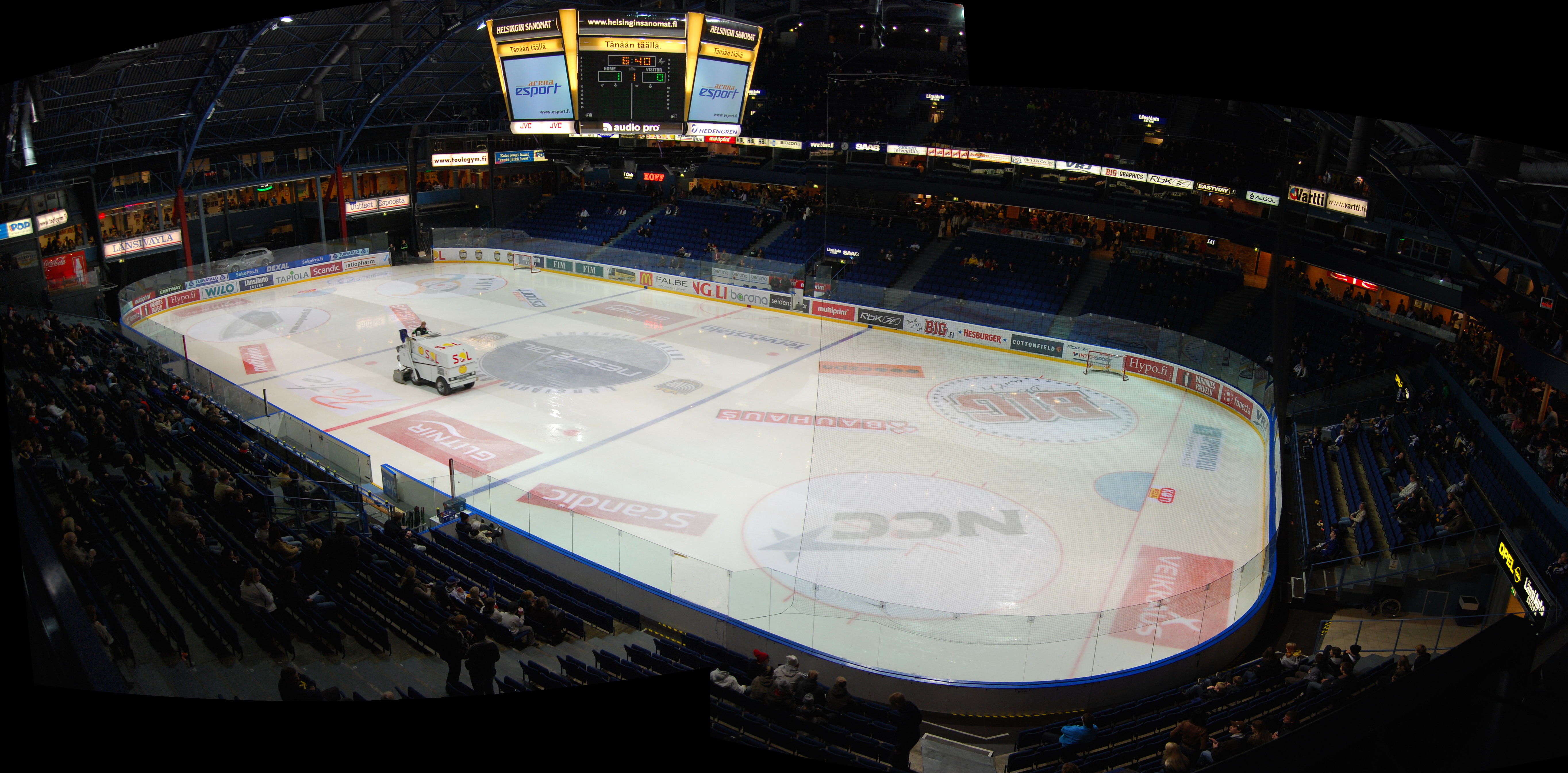
Льодова арена Еспоо Метро Арена, домашня арена Kiekko-Espoo

«Еспоо Блюз» був успішним хокейний клуб, який у період із 1998 до 2016 року мав чоловічу хокейну команду, що виступала в чоловічій прем'єр-ліз SM-liiga, та жіночу хокейну команду, що виступала в жіночій прем'єр-лізі Naisten SM-sarja. Жіноча команда «Еспоо Блюз Найсет» за 18 років (1998—2016) виграла 13 чемпіонатів Фінляндії серед жінок, сім із них — поспіль. Чоловіча і жіноча хокейні команди були відомі як Kiekko-Espoo з 1984 по 1998 рік і з 1990 по 1998 рік відповідно.
Навесні 2016 року Jääkiekko Espoo Oy, організація, якій належали клуби, оголосила про банкрутство. На місці «Еспоо Блюз» був створений новий клуб під назвою «Еспоо Юнайтед». Чоловіча хокейна команда «Еспоо Юнайтед» грала на другому за рівнем рівні Mestis. Жіноча хокейна команда «Еспоо Юнайтед» грала на найвищому рівні, Naisten Liiga, і виграла срібло в чемпіонаті ліги 2017 року. Еспоо Юнайтед також активно займався баскетболом, і чоловіча баскетбольна команда грала на другому найвищому рівні; жіноча баскетбольна команда грала на найвищому рівні, Naisten Korisliiga.
У серпні 2017 року, у спробі стабілізувати скрутне фінансове становище клубу, «Еспоо Юнайтед» відмовився від своїх жіночих команд з хокею та баскетболу. Колишню жіночу баскетбольну команду «Еспоо Юнайтед» швидко перевели до «Тапіолан Хонки», але жіноча хокейна команда в нестабільному становищі.
У вересні 2017 року фінська хокейна асоціація вирішила втрутитися і створила організацію, яка дозволила команді грати під назвою «Еспоо Блюз», поки не буде знайдена краща структура. У квітні 2018 року, незважаючи на розпуск жіночих команд, «Еспоо Юнайтед» оголосив про банкрутство, а чоловічі команди розпалися.
У квітні 2019 року жіноча хокейна команда «Еспоо Блюз» об'єдналася з Kiekko Espoo Oy, відомим юніорським хокейним клубом з найбільшою програмою для дівчат у країні, і стала Kiekko-Espoo Naiset. На момент об'єднання команда була командою з найбільшою кількістю перемог в історії Naisten Liiga, вигравши 14 чемпіонатів Naisten Liiga та загалом 24 медалі чемпіонату Naisten Liiga протягом 29 сезонів.

### Футбол
ФК «Хонка» — місцевий професійний футбольний клуб. Наприкінці сезону 2005 року чоловіча команда вперше у своїй історії вийшла до вищого фінського дивізіону (Вейккаусліїга). Свої домашні матчі вони проводять на стадіоні Tapiolan urheilupuisto. Еспоо також є місцем базування команди SexyPöxyt з четвертого дивізіону ліги Колмонен. Вони проводять свої домашні матчі в Laaksolahden urheilupuisto в районі Лааксолахті.

### Флорбол
В Еспоо також є дві команди з флорболу, які грають у найвищому рівні Салібандиллііги. Це команди Esport Oilers та Westend Indians.

### Біг
Еспоо є місцем проведення Länsiväyläjuoksu, щорічного бігового заходу, який стартує і фінішує в Отаніємі.

### Спортсмени з Еспоо
Еспоо - місце народження чемпіона світу Формули-1 2007 року Кімі Райкконена, колишнього форварда «Даллас Старз» Джере Лехтінена (триразового володаря  «Селке Трофі» в NHL), колишнього гонщика Формули-1 Джей-Джей Лехто, професійного гірського велосипедиста Матті Лехікойнена, професійної зірки боулінгу Оску Палермаа та чемпіонки Європи з фігурного катання 2009 року Лаури Лепісто.

## Парки та зони відпочинку
Центральний парк міста площею 880 гектарів (2200 акрів) розташований прямо в центрі міста та складається з природних лісів, луків, скель, водно-болотних угідь, а також рекреаційних маршрутів. Центральний парк є другою за величиною природною територією в Еспоо після Національного парку Нууксіо, розташованого в північній частині міста. Парк складається з двох окремих зон, Центрального парку I та II, затверджених міською радою у 1996 та 2004 роках відповідно.

## Відомі люди

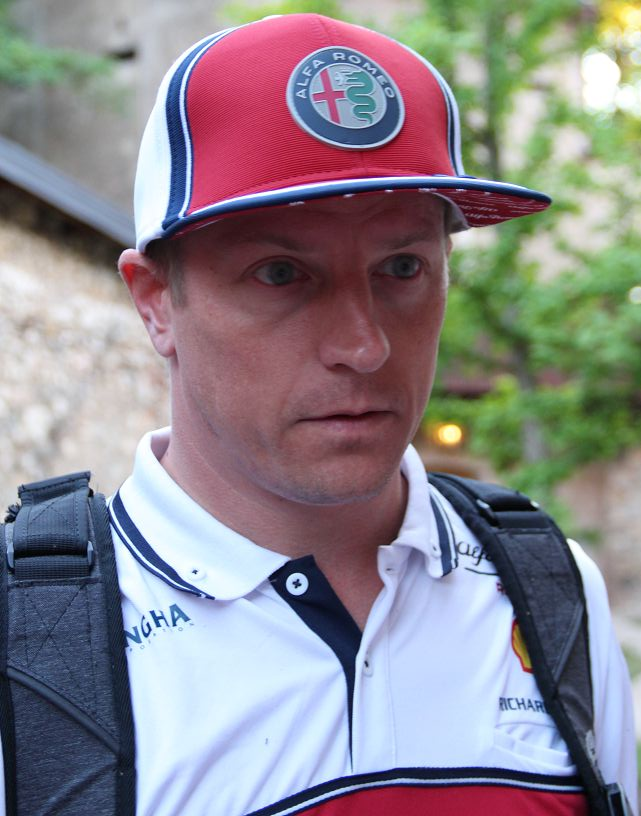
Кімі Райкконен — колишній пілот Формули-1, WRC та NASCAR, чемпіон світу 2007 року.

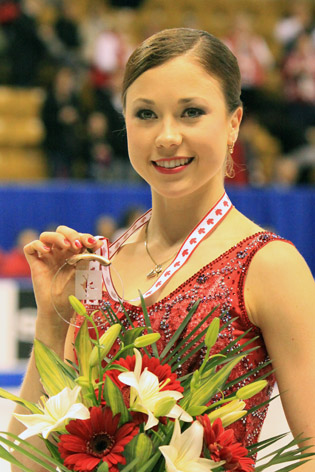
Лаура Лепісто

- Сьюзен Ахо (нар. 1974), співачка та учасниця гурту Värttinä
- Пітер Ахола (нар. 1968), колишній гравець НХЛ грав  «Сан-Хосе Шаркс», «Лос-Анджелес Кінгз» та інші
- Ніклас Хегман (нар. 1979), хокеїст
- Кірсі Хейккінен (нар. 1978), футбольний арбітр
- Міро Хейсканен (нар. 1999), хокеїст
- Елла Джунніла (нар. 1998), стрибунка у висоту
- Мікко Керня (нар. 1980), політик
- Теему Кейстері (нар. 1985), художник, діджей, також відомий як Windows95man
- Анрі Контінен (нар. 1990), тенісист
- Кріста Косонен (нар. 1983), актриса
- Алексі Лайхо (1979–2020), гітарист і вокаліст, співзасновник метал-гурту Children of Bodom
- Яні Лаюнен (нар. 1990), хокеїст
- Конста Лаппалайнен (нар. 2001), автогонщик
- Єре Лехтінен (нар. 1973), хокеїст
- Джей Джей Лехто (нар. 1966), автогонщик
- Лаура Лепісте (нар. 1988), фігуристка
- Самі Лепісте (нар. 1984) хокеїст
- Петрі Ліндроос (нар. 1980), музикант та учасник фінського фолк-метал гурту Ensiferum
- Антон Лунделл (нар. 2001), хокеїст
- Пекка Лундмарк (нар. 1966), бізнесмен
- Укко-Пекка Луукконен (нар. 1999), хокейний воротар
- Ніколас Матінпало (нар. 1998), хокеїст
- Хайді Парвяйнен (нар. 1979), музикантка та учасниця фінського симфо-метал-гурту Dark Sarah, колишня лідерка фінського симфо-пауер-метал-гурту Amberian Dawn
- Кімі Райкконен (нар. 1979), колишній автогонщик і чемпіон світу Формули-1 2007 року
- Нура Раті (нар. 1989) хокеїстка
- Тоні Салмелайнен (нар. 1981), хокеїст
- Расмус Шюллер (нар. 1991), футболіст
- Вільямі Сінісало (нар. 2001), футболіст
- Крістіан Сольберг (нар. 1978), ралійний гонщик
- Єста Сундквіст (1957–2003), керівник гурту Leevi and the Leavings
- Йоонас Суотамо (нар. 1986), актор серії «Зоряні війни» та колишній професійний баскетболіст
- Антті Торманен (нар. 1970), хокейний тренер
- Ааро Вайніо (нар. 1993), автогонщик
- Валттері Віркунен (нар. 1991), хокеїст
- Вілле Віртанен (нар. 1961), актор
- Мірель Вагнер (нар. 1987), співачка
- Арто Паасілінна — фінський письменник, помер в Еспоо 15 жовтня 2018 року.

## Міста-побратими
Список міст:
| - Естергом, Угорщина - Ірвінг (Техас), США - Кеге, Данія - Конгсберг, Норвегія - Крістіанстад, Швеція | - Нимме, Естонія - Осан, Південна Корея - Сейдаркрокюр, Ісландія - Шанхай, Китай - Кривий Ріг, Україна |

## Галерея

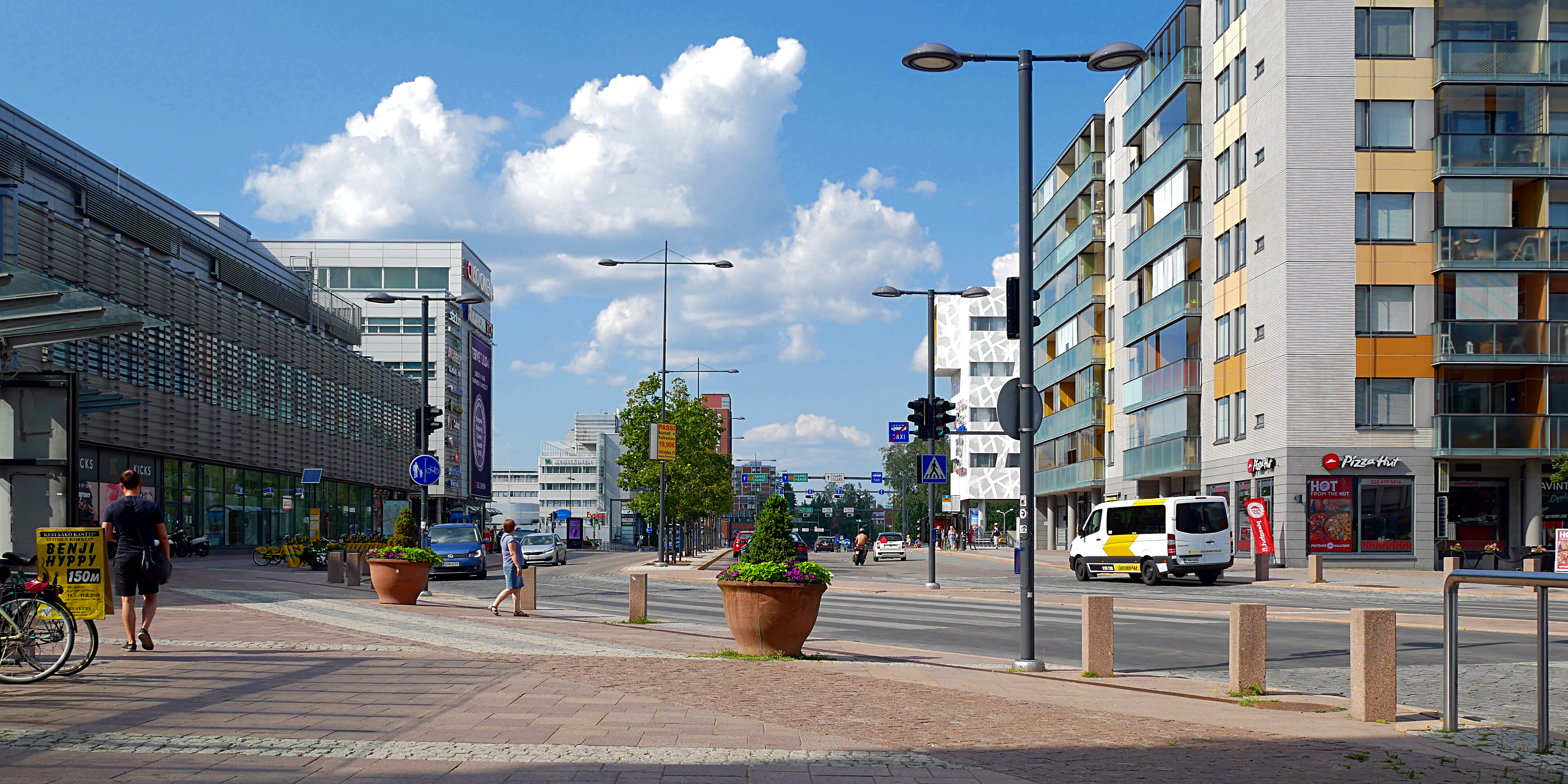
Пііспансілта в Матінкюля
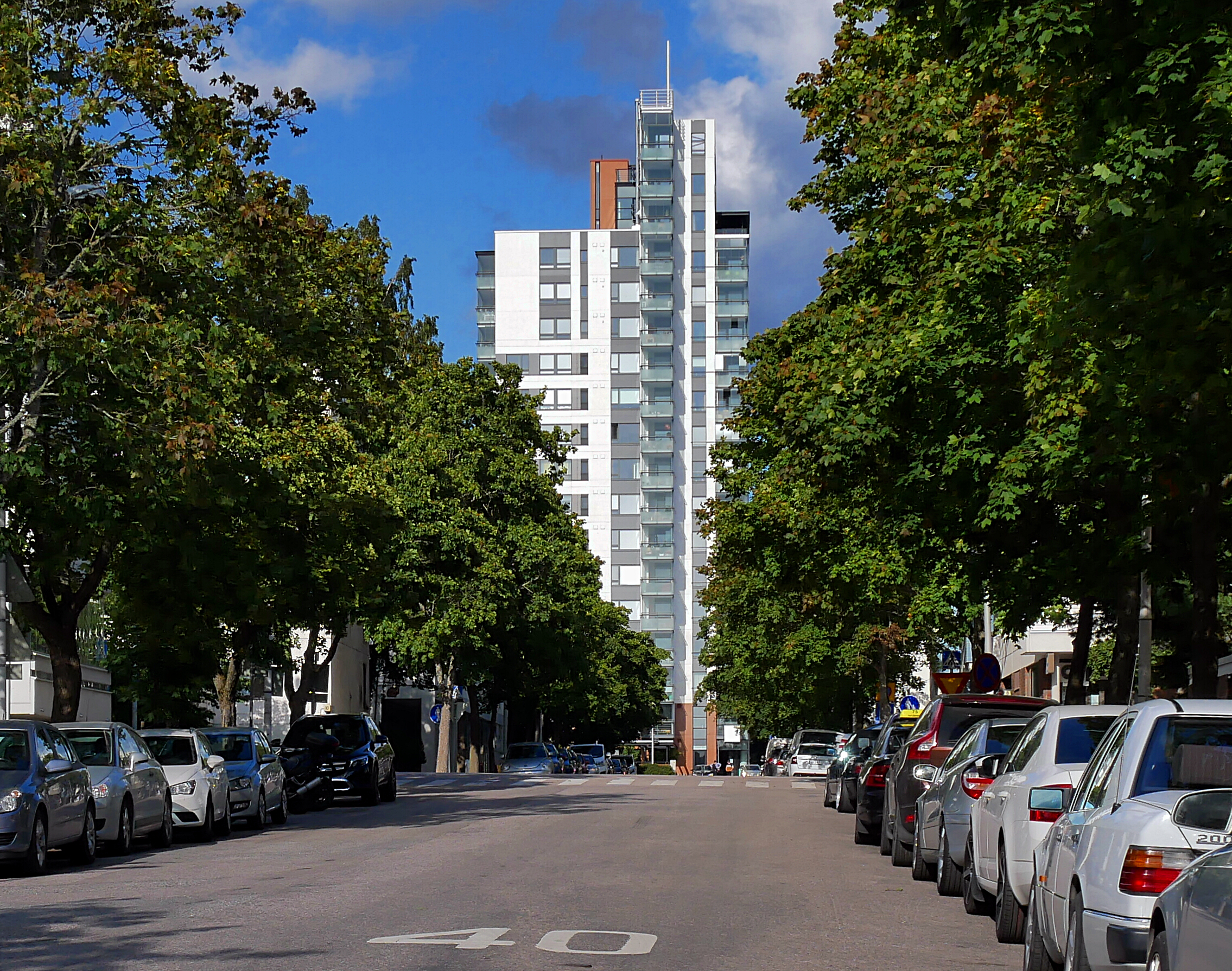
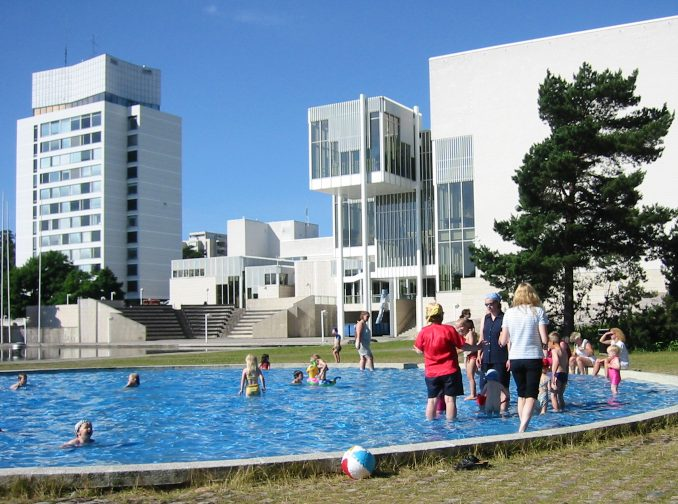
Плавальний басейн Тапіола влітку 2001 року. На задньому плані - культурний центр Еспоо праворуч і центральна вежа Тапіола ліворуч.
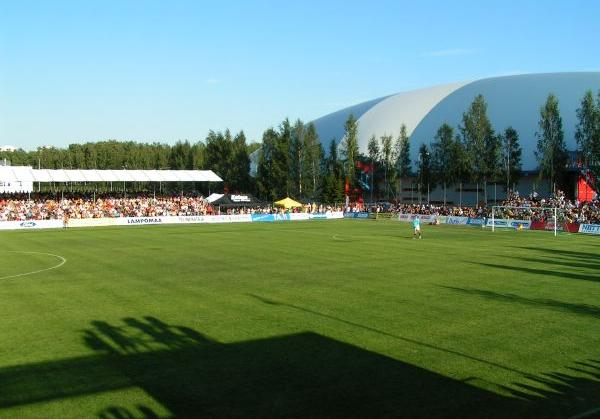
Стадіон Tapiolan Urheilupuisto в Тапіолі
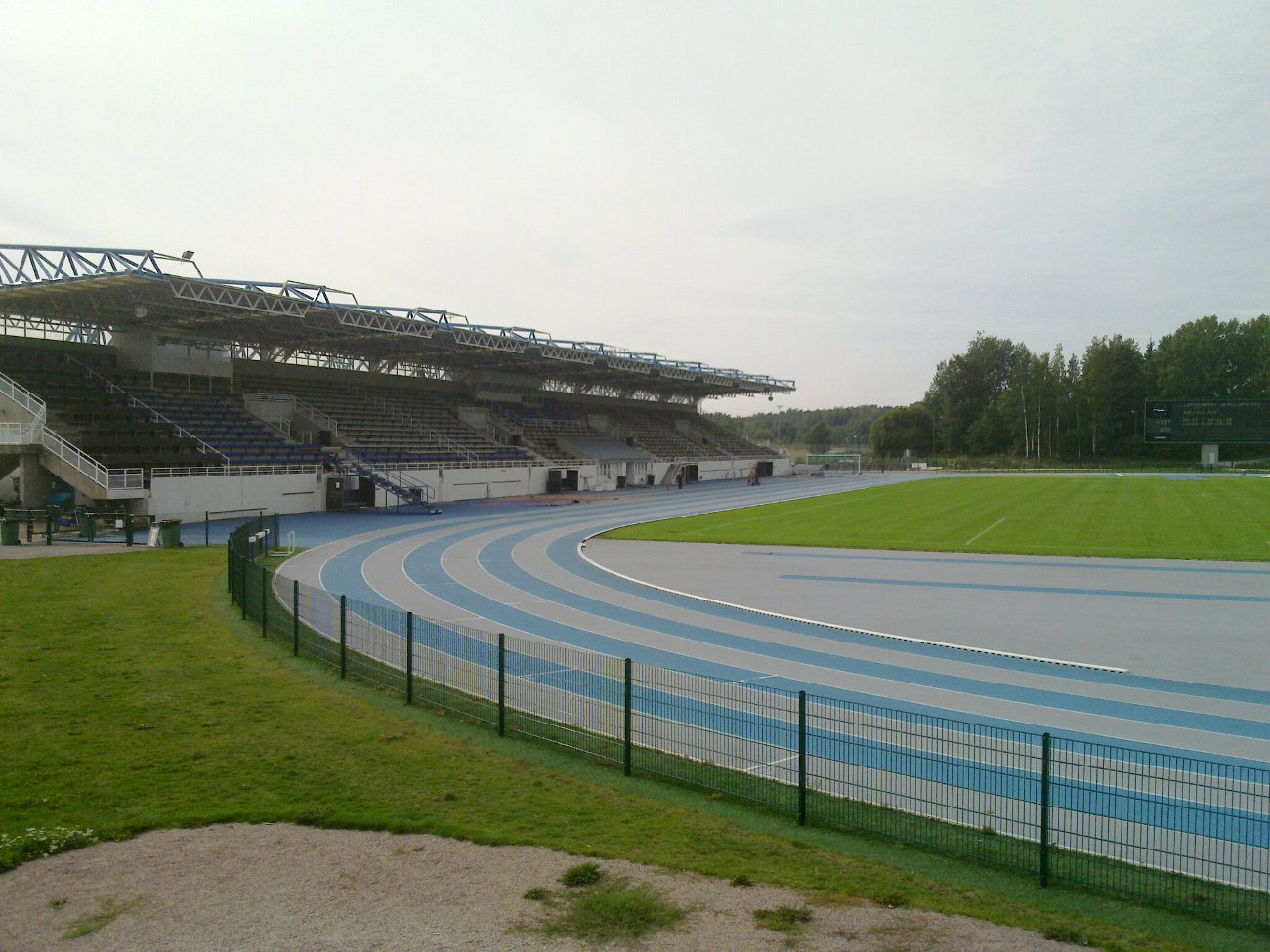
Спортивний парк Леппяваара
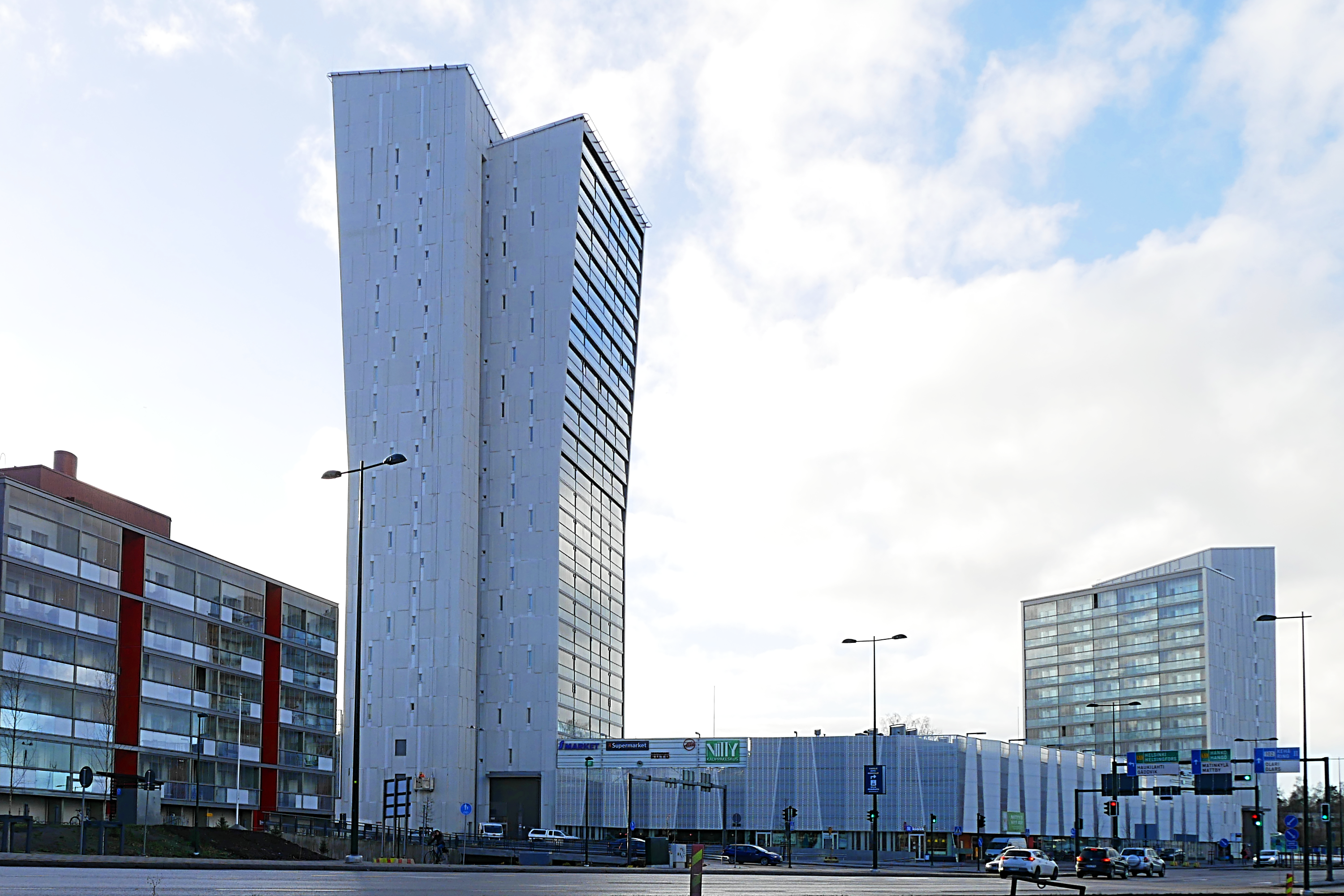
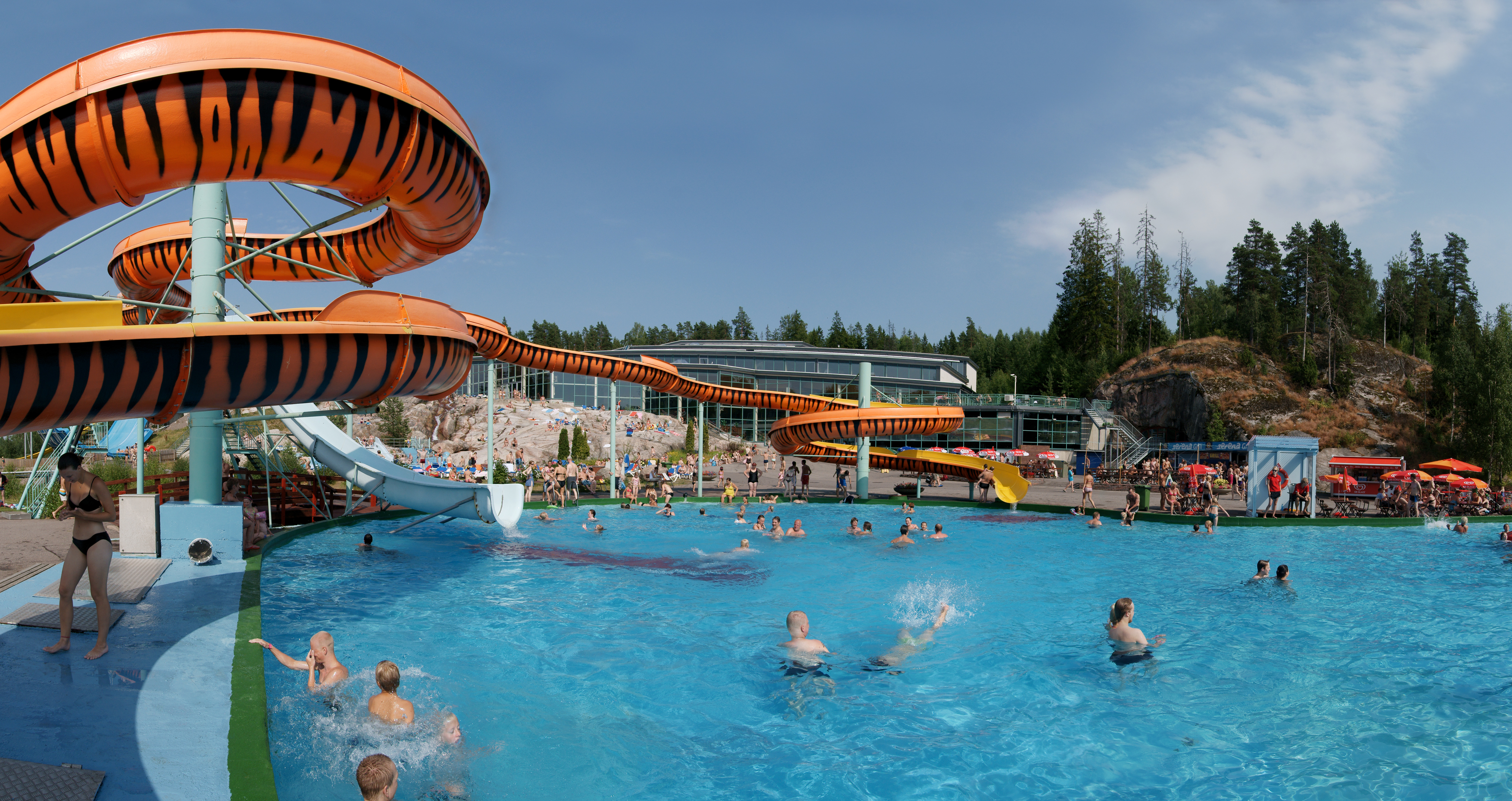
Аквапарк Serena в Лахнусі, Еспоо
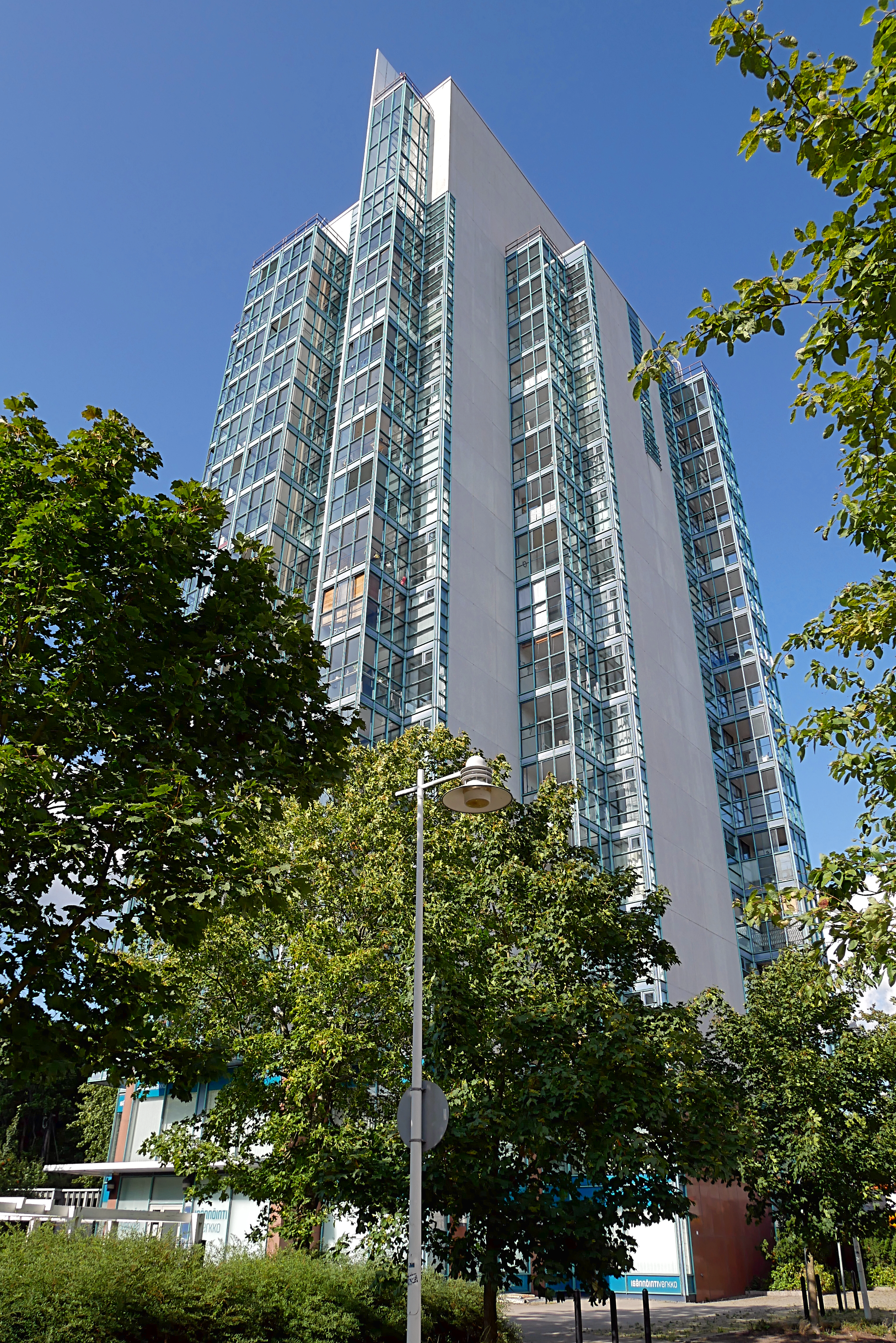
Багатоповерхівка в Ківенлахті

## Виноски
1. ↑  Згідно з переписом населення, проведеним у 1694 році, в парафії Еспоо налічувалося 817 осіб, які підлягали сплаті виборчого податку. Широко використовуваний метод оцінки всього населення полягає в тому, щоб додати 10% до наведеної кількості й помножити її на два, що становить приблизно 1,800.[112]
2. ↑  За оцінками, населення різко скоротилося через Великий голод 1695-1697 років та російську окупацію 1713-1721 років.[112]